# Personaggi di Star Trek: Picard
Questa è una lista dei personaggi della serie televisiva Star Trek: Picard,  apparsi anche in opere derivate dalla stessa, quali fumetti, romanzi e videogiochi.

## Personaggi principali
- Jean-Luc Picard (stagioni 1-3), interpretato da Patrick Stewart, doppiato in italiano da Alessandro Rossi, e da Dylan Von Halle (stagione 2, bambino), doppiato in italiano da Francesco Raffeli.[1]
Ex capitano delle Enterprise D ed E, è un ammiraglio della Flotta Stellare in pensione, ritiratosi dalla Flotta dopo che questa ha rifiutato di prestare soccorso ai Romulani in seguito alla distruzione di Romulus e all'attacco dei sintetici alla colonia umana su Marte.
- Soji Asha (stagioni 1-2), interpratata da Isa Briones ed Ella Gross (stagione 1, da bambina), doppiata in italiano da Veronica Puccio.
Sorella gemella di Dahj, Soji lavora presso l'Artefatto, un Cubo Borg occupato da un gruppo di ricerca Romulano. Qui intraprende una relazione con Narek, e grazie a lui scopre la sua vera natura di androide.
- Cristobal "Chris" Rios (stagioni 1-2), interpretato da Santiago Cabrera, doppiato in italiano da Gabriele Sabatini.
Ex pilota della Flotta Stellare, pilota la propria astronave La Sirena. Si unisce a Picard mettendo a disposizione la sua astronave e la propria abilità. Nella seconda stagione è un capitano della Flotta. Andato indietro nel passato fino al XXI secolo, deciderà di fermarvisi per rimanere con la sua nuova compagna, la dottoressa Teresa Ramírez.
- Raffaela "Raffi" Musiker (stagioni 1-3), interpretata da Michelle Hurd, doppiata in italiano da Emanuela Baroni.
Ex ufficiale della Flotta Stellare, dimessasi quando Picard ha rassegnato le proprie dimissioni, si unisce alla missione di Picard per un passaggio dopo avergli procurato una navetta e un pilota. Dalla seconda stagione è reintegrata nella Flotta col grado di comandante. Al termine della terza stagione diventa il primo ufficiale della USS Enterprise G.[2]
- Agnes Jurati (stagioni 1-2), interpretata da Alison Pill, doppiata in italiano da Federica De Bortoli.
Ricercatrice che lavora all'Istituto Daystrom e amante di Bruce Maddox. Sottoposta a un'unione mentale con la vulcaniana infiltrata nella Flotta Stellare, Oh, ucciderà Maddox, soffrendone poi i sensi di colpa. Nella seconda stagione, quando l'equipaggio de La Sirena ritornerà indietro nel futuro fino al XXI secolo, verrà assimilata dalla Regina Borg, diventando a sua volta una nuova Regina Borg.
- Sette di Nove, vero nome Annika Hansen (stagioni 1-3), interpretata da Jeri Ryan, doppiata in italiano da Francesca Fiorentini.
 Ex drone Borg che ha servito a bordo della USS Voyager. Nella prima stagione è una ranger che cerca vendetta per la morte dell'amico e pupillo Icheb e la trova uccidendo Bjayzl. Nella terza stagione, col grado di comandante, è primo ufficiale della USS Titan A, per poi diventarne capitano quando questa viene rinominata USS Enterprise G.
- Elnor (stagioni 1-2), interpretato da Evan Evagora, doppiato in italiano da Alessandro Campaiola.
Giovane guerriero romulano rifugiato in una colonia ed esperto nell'uso della spada, poiché affiliato alla Qowat Milat, un ordine religioso guerriero femminile del quale non può fare parte essendo un maschio, ma da cui ha appreso tutte le arti marziali di difesa e il combattimento con la spada.[3] Durante la seconda stagione, quando Picard e i suoi amici si trovano in un universo parallelo creato da Q, il personaggio di Elnor, divenuto cadetto dell'Accademia della Flotta Stellare, viene ucciso, facendo così uscire l'attore di scena. Il personaggio viene soprannominato "Space Legolas" dai trekkers su Internet, a causa delle sue similitudini con il personaggio di Legolas della saga de Il Signore degli Anelli, compreso lo stile del nome.[4][5][6]
- William T. Riker (stagione 1, 3), interpretato da Jonathan Frakes, doppiato in italiano da Giorgio Locuratolo.
Ex primo ufficiale dell'Enterprise D al comando di Picard, è ora capitano della Flotta e marito di Deanna Troi.
- Beverly Crusher (stagione 3), interpretata da Gates McFadden, doppiata in italiano da Serena Verdirosi.
È stata l'ufficiale medico capo delle astronavi Enterprise D ed E, sotto il comando di Jean-Luc Picard.
- Jack Crusher, anche conosciuto come Borg col nome di Vox (stagione 3), interpretato da Ed Speleers, doppiato in italiano da Marco Vivio.
È il secondo figlio avuto da Beverly Crusher da una breve relazione con Jean-Luc Picard ed è ricercato, con una grossa taglia sulla testa.

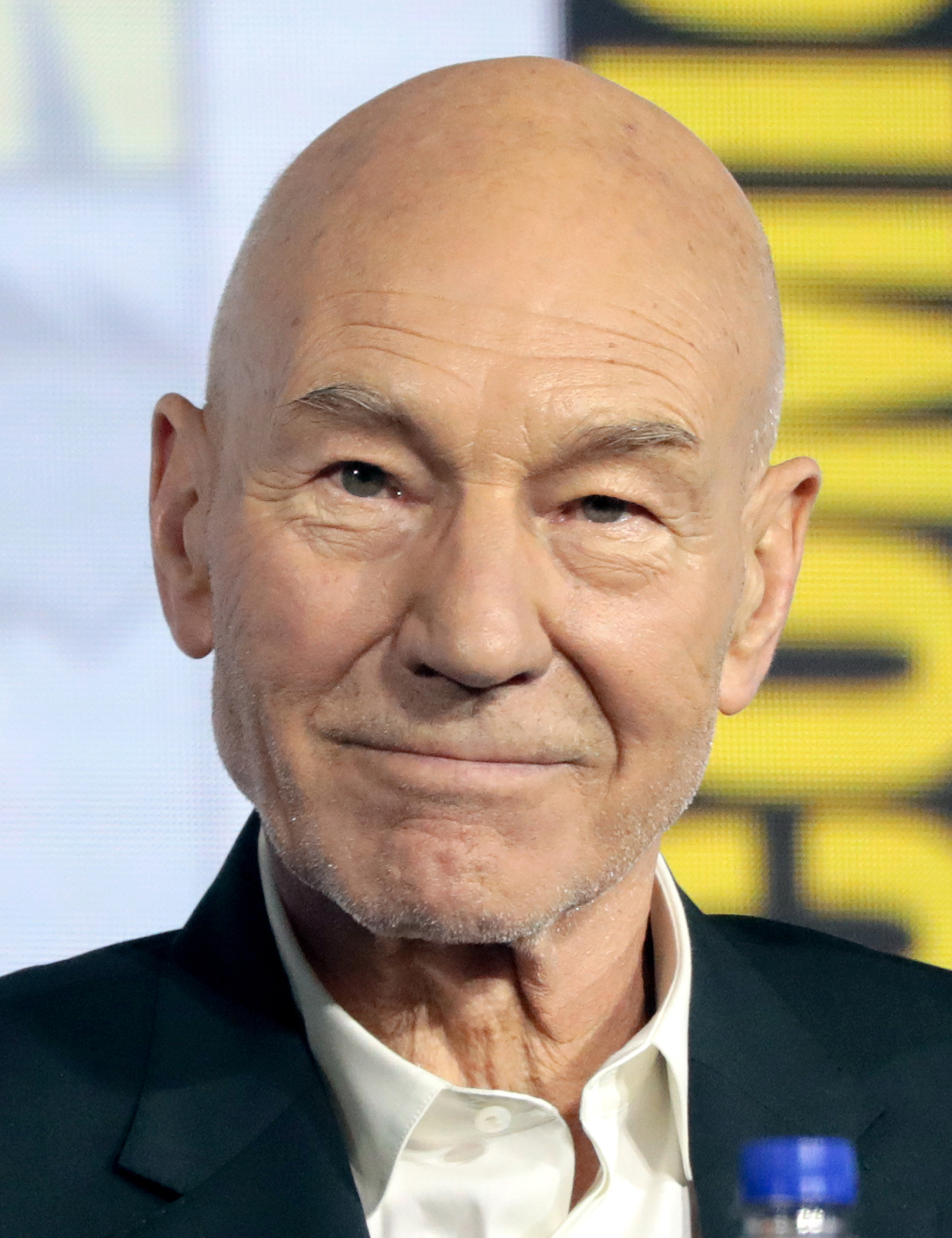
Patrick Stewart, interprete di Jean-Luc Picard
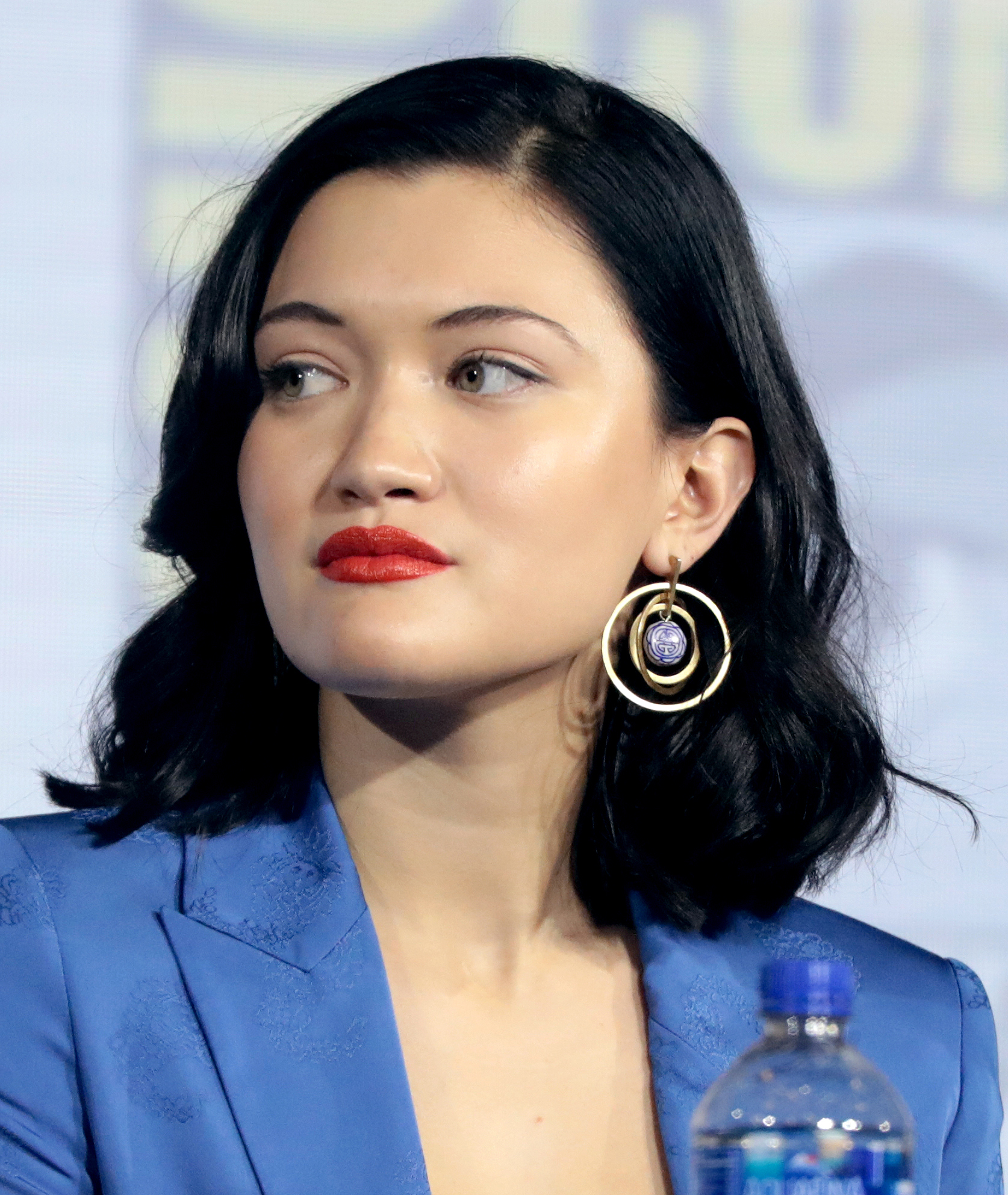
Isa Briones, interprete di Soji Asha, Dahj Asha, Sura e Kore Soong
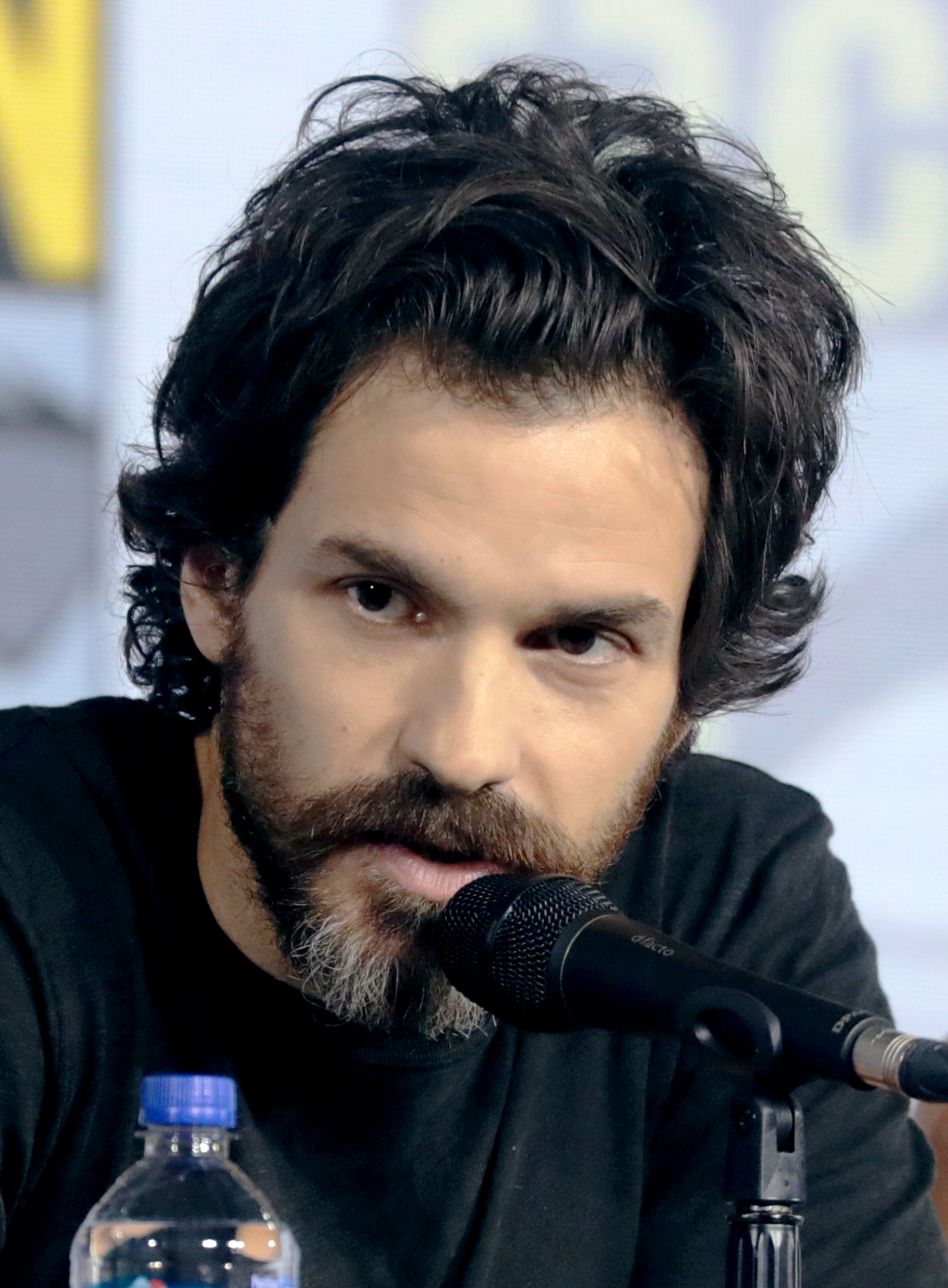
Santiago Cabrera, interprete di Cristobal Rios
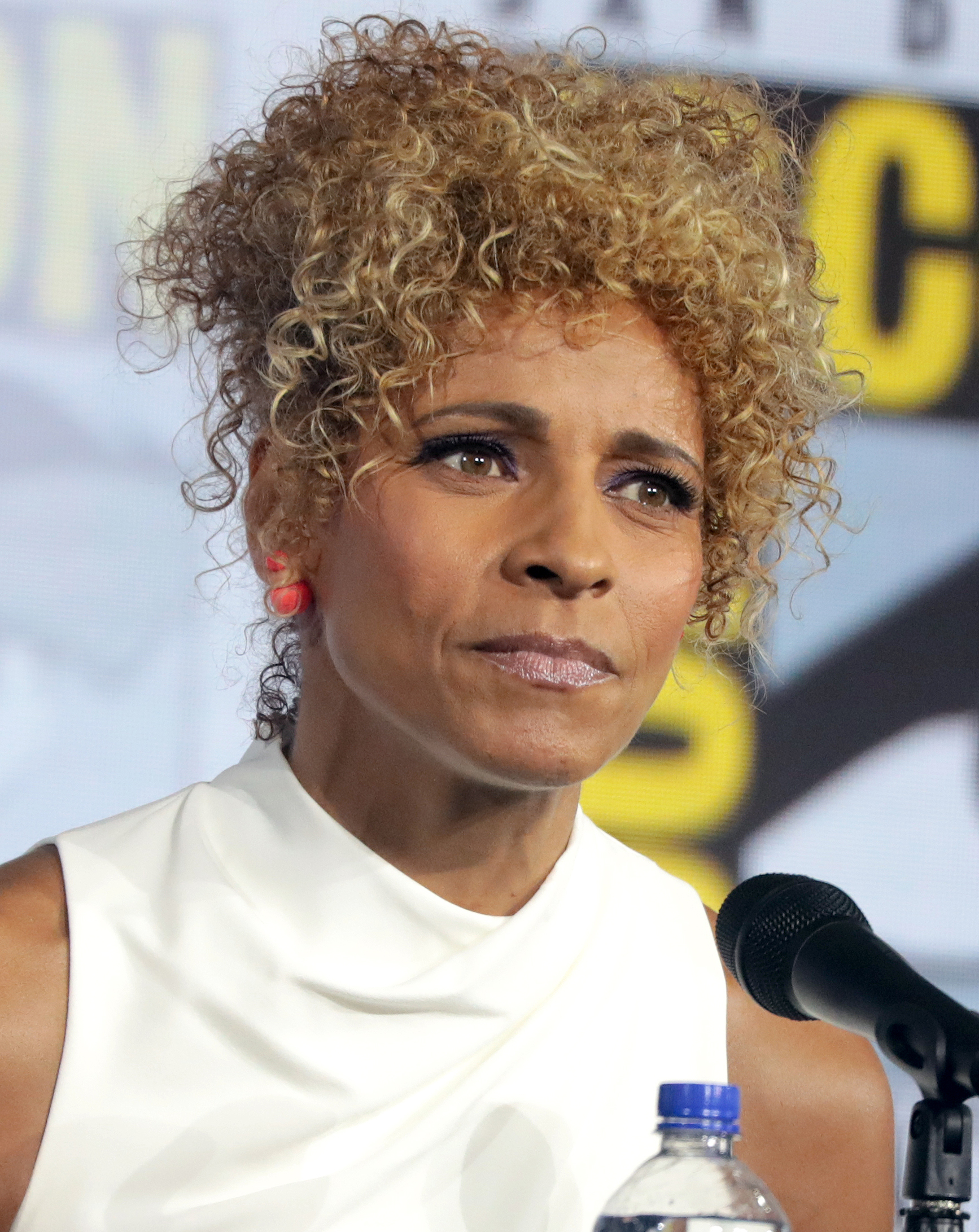
Michelle Hurd, interprete di Raffaela Musiker
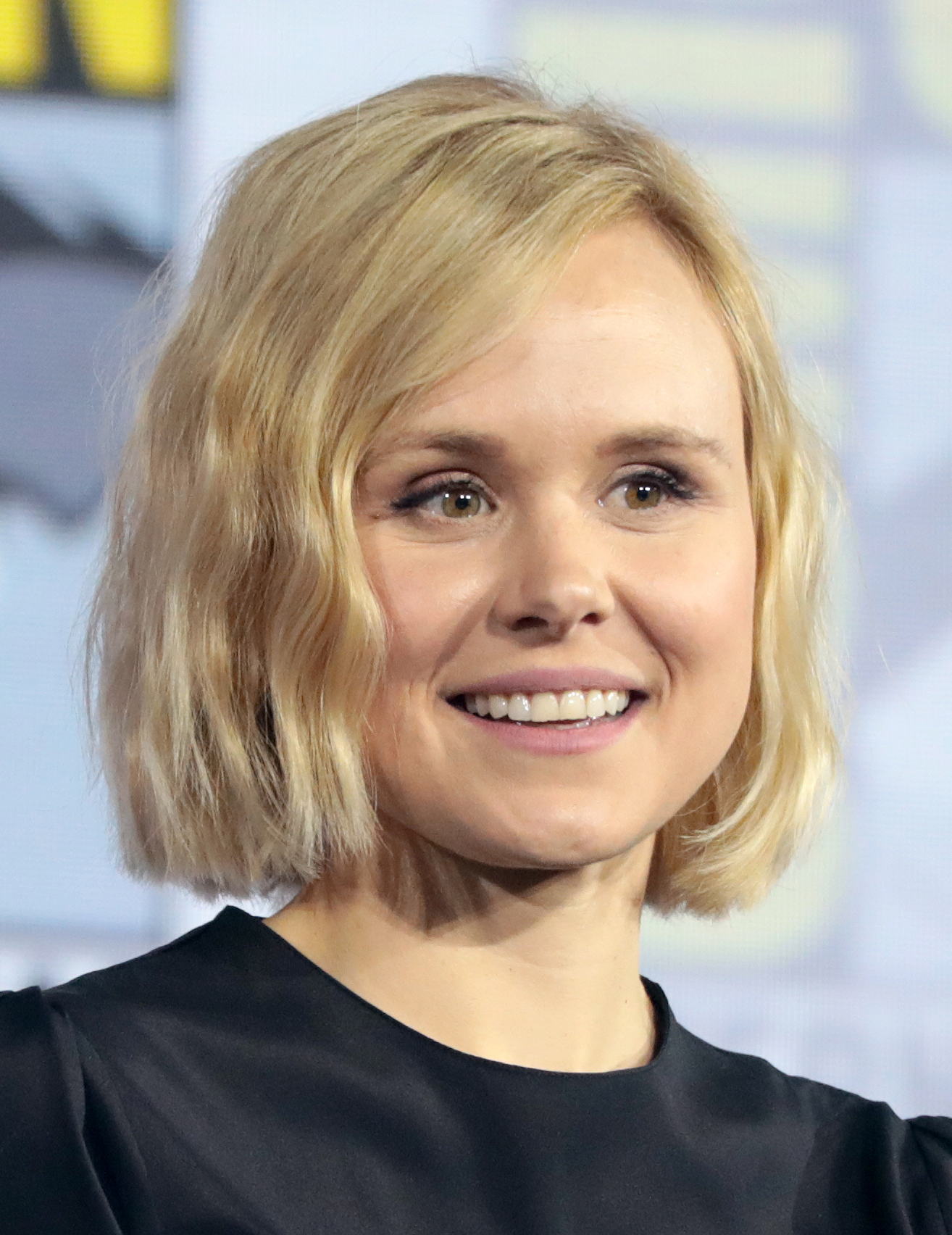
Alison Pill, interprete di Agnes Jurati
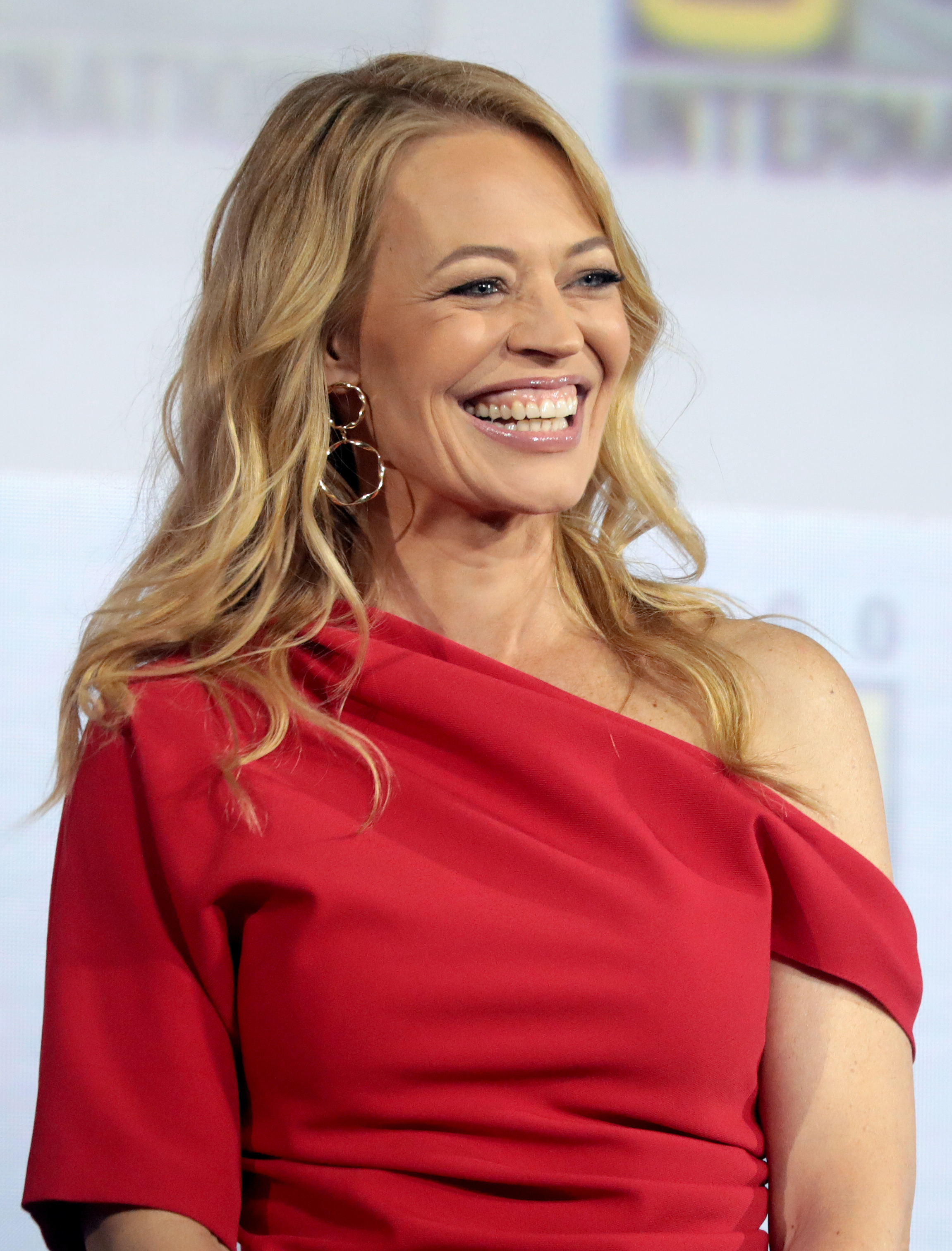
Jeri Ryan, interprete di Sette di Nove
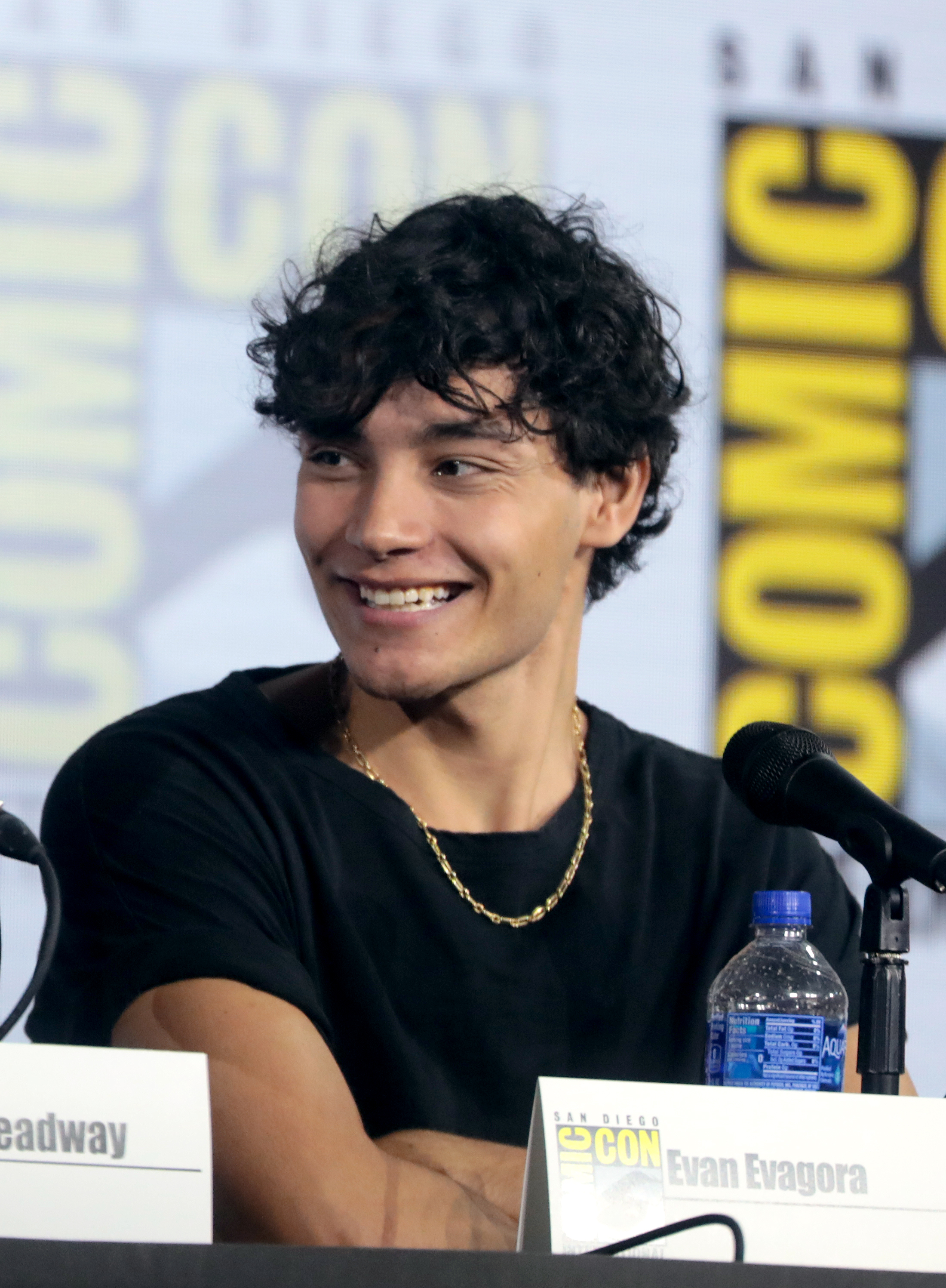
Evan Evagora, interprete di Elnor
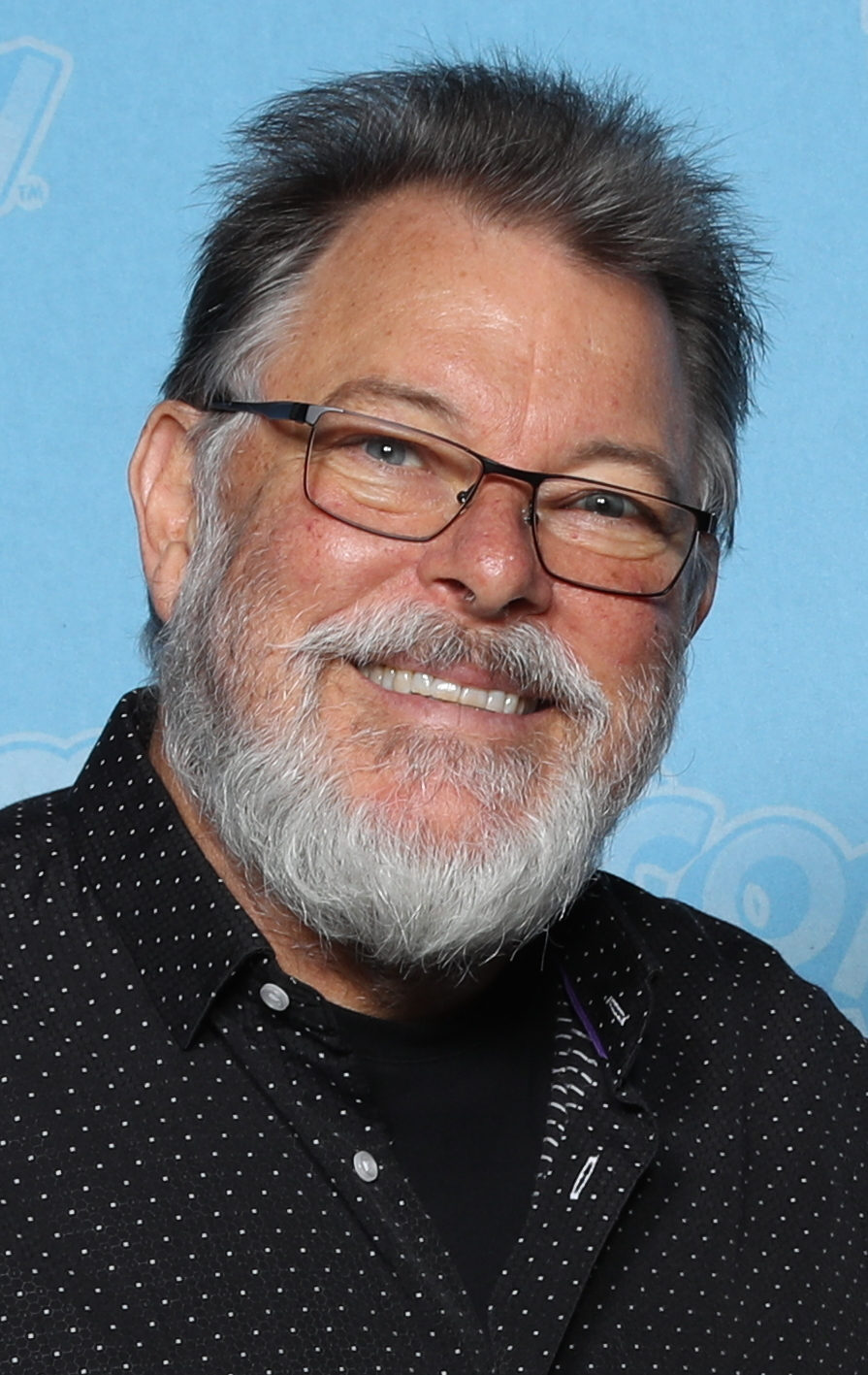
Jonathan Frakes, interprete di William T. Riker
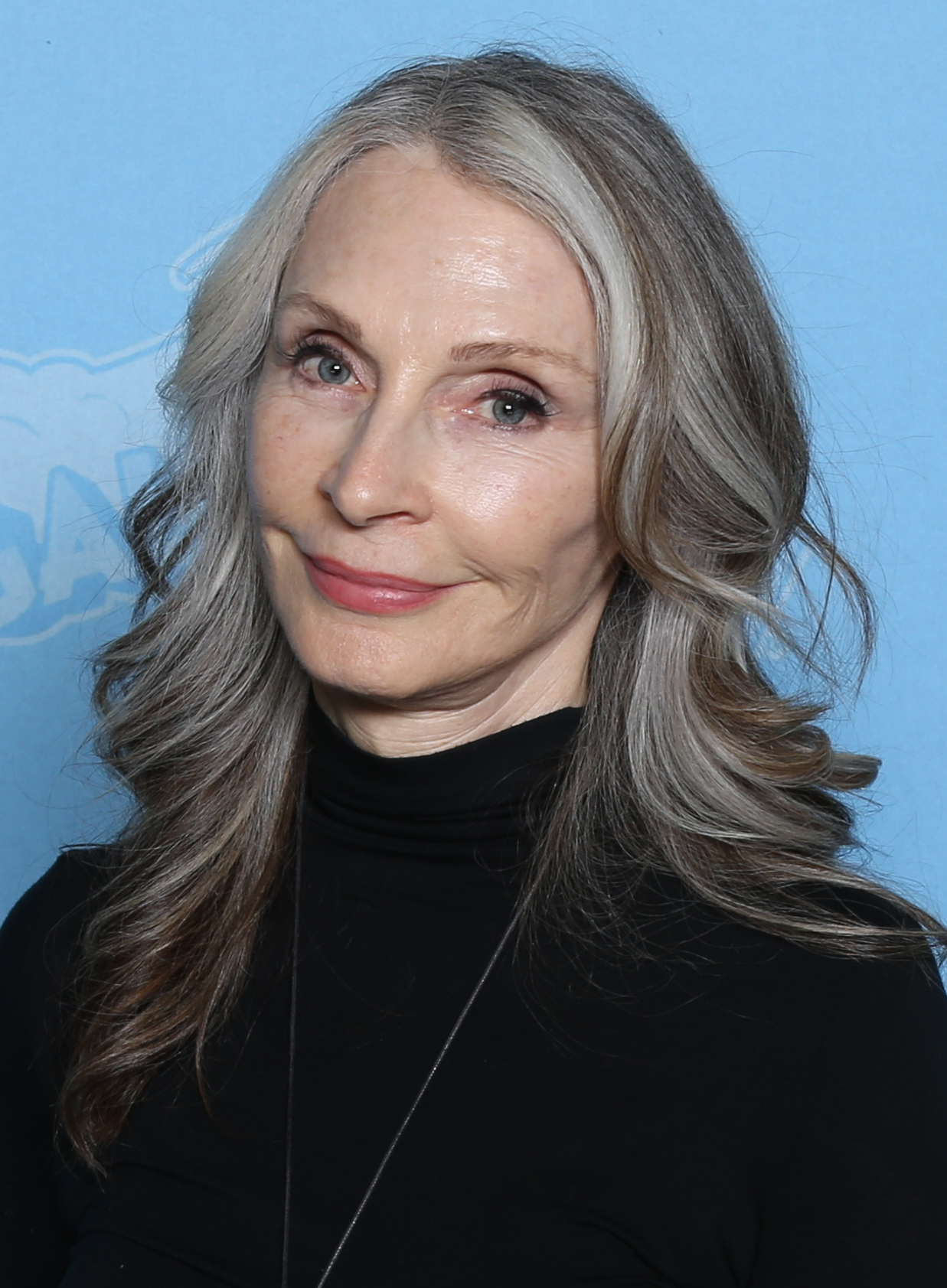
Gates McFadden, interprete di Beverly Crusher

## Personaggi secondari
- Alandra La Forge (stagione 3), interpretata da Mica Burton.[N 1]
Guardiamarina e ingegnere della Flotta Stellare, è figlia di Geordi La Forge e sorella di Sidney. Il personaggio non è stato creato appositamente per la serie, ma era già stato menzionato nell'episodio finale della settima stagione della serie Star Trek: The Next Generation, Ieri, oggi, domani (prima parte)/Ieri, oggi, domani (seconda parte) (All Good Things... - Part I/All Good Things... - Part II, 1994), dove era figlia di La Forge e della dottoressa Leah Brahms (Susan Gibney) e aveva una sorella e un fratello, Sidney e Bret.[8][9][10]
- Adam Soong (stagione 2), interpretato da Brent Spiner, doppiato in italiano da Marco Mete.
È un antenato di Noonien Soong che vive nel XXI secolo.
- Altan Inigo Soong (stagioni 1-2), interpretato da Brent Spiner, doppiato in italiano da Marco Mete.
È il figlio di Noonien Soong, lo scienziato creatore di Data e della serie di androidi a lui somiglianti. Ha dato vita ora a una comunità di androidi sul pianeta Coppelius assieme a Bruce Maddox, creandone i corpi.
- Bjayzl (stagione 1) interpretata da Necar Zadegan; contrabbanda e rivende tecnologia Borg al miglior offerente, arrivando anche a estrarla a forza da ex droni, causando loro indicibili sofferenze. A causa di queste pratiche disumane, Sette di Nove la ucciderà per vendicare la vivisezione praticata su Icheb.
- Bruce Maddox (stagione 1), interpretato da John Ales. Scienziato della Federazione, interessato alla vita sintetica, aveva già tentato di impossessarsi di Data in precedenza per studiarne il cervello positronico. In seguito impiegato al Daaystrom Institute, ha lavorato assieme ad Altan Inigo Soong alla creazione di nuovi androidi sul pianeta Coppelius.
- Dahj Asha (stagione 1), interpretata da Isa Briones, doppiata in italiano da Veronica Puccio.
Dopo aver manifestato capacità fisiche sovrumane durante un agguato da parte di agenti Romulani, chiede l'aiuto di Picard poiché le appare in alcuni ricordi, ma viene uccisa presso gli Archivi della Flotta Stellare.
- Data (stagioni 1, 3), interpretato da Brent Spiner, doppiato in italiano da Marco Mete.
Androide senziente che ha prestato servizio sotto Picard come secondo ufficiale, ufficiale scientifico e capo operazioni a bordo dell'Enterprise D. Appare nei sogni di Picard, che alla fine della prima stagione ne "spegne" la coscienza precedentemente salvata da Altan Soong. Riappare nella terza stagione in un corpo sintetico.
- Deanna Troi (stagione 1, 3), interpretata da Marina Sirtis, doppiata in italiano da Anna Rita Pasanisi.
Betazoide-umana, ex consigliere dell'Enterprise D al comando di Picard, è sposata con William Riker.
- Diane Werner (stagione 2), interpretata da Lea Thompson.
- Elizabeth Shelby (stagione 3), interpretata da Elizabeth Dennehy, doppiata in italiano da Vittoria Febbi.
Ammiraglio della Flotta Stellare, aveva affrontato i Borg già durante la Battaglia di Wolf 359, quando Picard era stato assimilato e gli era stato dato il nome di Locutus. In tale occasione era stata temporaneamente assegnata come primo ufficiale di Riker, capitano pro-tempore della USS Enterprise D in sostituzione di Picard. Ora la ritroviamo al comando della USS Enterprise F, dove però viene assassinata dal suo equipaggio ammutinato poiché assimilato dai Borg.
- Emmy (stagione 1), interpretata da Barbara Eve Harris, doppiata in italiano da Alessandra Cassioli.
- Geordi La Forge (stagione 3), interpretato da LeVar Burton, doppiato da Dario Oppido.
Commodoro della Flotta Stellare, è l'ex-ingegnere capo delle USS Enterprise D ed E, sotto il comando del capitano Jean-Luc Picard. Sua figlia Sidney è il timoniere della USS Titan A.
- Guinan (stagione 2), interpretata da Whoopi Goldberg, doppiata in italiano da Sonia Scotti, e da Ito Aghayere, doppiata in italiano da Rachele Paolelli.[1]
El-Auriana, vecchia amica e confidente di Jean-Luc Picard. Nonostante come tutti gli El-Auriani viva molto di più rispetto ai terrestri (arrivando a parecchi secoli), afferma di aver scelto di invecchiare come gli umani.[1] Picard la incontra di nuovo nel 2024, più giovane e disillusa circa le sorti dell'umanità, inizialmente restia a farsi coinvolgere nella sua missione.
- Icheb (stagione 1), interpretato da Casey King.
Ex drone Borg liberato, assieme ad altri bambini e adolescenti, dalla comunità dalla USS Voyager durante il suo viaggio nel quadrante Delta. Diviene il pupillo di Sette di Nove, che lei considera come un figlio, ma viene rapito da Bjayzl per sottrargli gli impianti Borg. Ritrovato da Sette di Nove, viene da questa ucciso per evitargli ulteriori sofferenze.
- Kestra (stagione 1), interpretata da Lulu Wilson, doppiata in italiano da Chiara Fabiano.
È la figlia di William Riker e Deanna Troi, che vive con loro sul pianeta Nepenthe.
- Kirsten Clancy (stagione 1), interpretata da Ann Magnuson, doppiata in italiano da Isabella Pasanisi.
- Kore Soong (stagione 2), interpretata da Isa Briones, doppiata in italiano da Veronica Puccio.
È la figlia di Adams Soong. Kore è un clone potenziato, modificata geneticamente da Soong, ma la modifica le ha causato una malattia genetica che non le permette di uscire alla luce del giorno, per cui è costretta a rimanere chiusa in casa. Verrà poi guarita da Q, grazie a un composto chimico. Scoperti gli esperimenti di Adam Soong, che prima di lei aveva creato molte altre "figlie" geneticamente modificate che non erano sopravvissute, si ribella contro di lui e fugge, incontrando Wesley Crusher, che la recluta tra i Viaggiatori.[11]
- Laris (stagioni 1-3), interpretata da Orla Brady, doppiata in italiano da Tiziana Avarista.
Ex agente romulana della Tal Shiar a servizio di Picard, che vive nella sua tenuta Chateau Picard a La Barre e collabora con lui, oltre a fargli da guardia del corpo. È sposata con Zhaban. Nella seconda stagione, dopo aver perso il marito, diventa compagna di Picard.
- Lore (stagione 3),  interpretato da Brent Spiner, doppiato in italiano da Marco Mete.
È il fratello "malvagio" di Data, realizzato dal dottor Noonieng Soong prima di lui e già responsabile di diversi delitti nei confronti della Federazione.
- Liam Shaw (stagione 3), interpretato da Todd Stashwick, doppiato in italiano da Gianluca Tusco.
È l'ottuso capitano della nave stellare USS Titan A, il cui precedente modello era sotto il comando di William T. Riker.
- Maurice Picard (stagione 2), interpretato da James Callis, doppiato in italiano da Stefano Alessandroni.
È il padre di Picard, che riemerge nei suoi ricordi mentre Picard è in coma.
- Narek, il cui vero nome è Hrai Yan (stagione 1), interpretato da Harry Treadaway, doppiato in italiano da Daniele Giuliani.
Spia romulana della Tal Shiar, fratello di Narissa, con cui ha un rapporto incestuoso,[12] si reca a bordo del manufatto per carpire informazioni da Dahj sulla locazione del suo pianeta natale, così da poter informare la Zhat Vash e poterlo distruggere.
- Narissa (stagione 1), interpretata da Peyton List.
Agente romulana che lavora assieme al fratello Narek. È un agente della Tal Shiar e adepta della Zhat Vash. Si infiltra nella Flotta alterando il proprio aspetto così da sembrare umana, dove usa il nome di Rizzo.
- Oh (stagione 1), interpretata da Tamlyn Tomita, doppiata in italiano da Laura Boccanera.
Vulcaniano-Romulana, è un'infiltrata nella Flotta Stellare della Tal Shiar e adepta della Zhat Vash.
- Primo Magistrato (stagione 2), interpretato da Jon Jon Briones, doppiato in italiano da Francesco Meoni.
Nella realtà alternativa creata da Q, il Primo Magistrato è il marito di Annika Hansen. L'attore che lo interpreta, Jon Jon Briones, è il padre di Isa Briones, protagonista della serie nei panni di Soji Asha.
- Professor Moriarty (stagione 3), interpretato da Daniel Davis.
Ologramma dell'omonimo personaggio protagonista della saga letteraria di Arthur Conan Doyle di Sherlock Holmes, e suo storico avversario, che il computer della USS Enterprise D ha reso senziente per tenere testa a Data sul ponte ologrammi.
- Q (stagione 2), interpretato da John de Lancie, doppiato in italiano da Francesco Pannofino.[1]
Q è un'entità bizzarra e dispettosa che appartiene alla specie omonima di entità semidivine apparentemente immortali, onnipotenti e onniscienti. Tali entità vivono in un piano di esistenza superiore chiamato il Continuum Q. Q si diverte a provocare problemi alle astronavi che incontra. In particolare, per un lungo periodo di tempo, tormenta il capitano dell'Enterprise D Jean-Luc Picard e i membri del suo equipaggio. Interviene, all'inizio della seconda stagione, durante l'attacco dei Borg alle navi della Flotta Stellare alterando la linea temporale e trasformando il governo della Terra in una dittatura fascista e xenofoba.
- Ramdha (stagione 1), interpretata da Rebecca Wisocky, doppiata in italiano da Cinzia De Carolis.
Romulana, agente della Zhat Vash, viene brevemente assimilata dai Borg, che, a causa sua, sconnettono l'intero Cubo dalla comunità abbandonandolo a sé stesso.
- Regina Borg (stagione 2), interpretata da Annie Wersching ed Alison Pill, doppiate in italiano rispettivamente da Anna Cesareni e Federica De Bortoli.[1]
Dopo aver tentato di assimilare le astronavi della Flotta Stellare, viene catapultata con Picard e gli altri in una realtà alternativa in cui la Terra è governata da un governo fascista e xenofobo e tenuta in prigionia in una capsula di stasi. Fuggirà assieme all'equipaggio di Picard che tornarà indietro nel tempo per correggere la linea temporale alterata da Q. In seguito assimilerà Agness Jurati, prima di venire uccisa da costei, che finirà per soccombere alla sua personalità e diventare una nuova regina Borg. La personalità di Agness alla fine riemergerà, creando una nuova Regina Borg, frutto della fusione delle due personalità, che, anziché cercare di assimilare la Federazione, correrà in aiuto della Terra per salvarla da un'incombente minaccia.
- Renée Picard (stagione 2), interpretata da Penelope Mitchell, doppiata in italiano da Giulia Franceschetti.
È un'astronauta e antenata di Jean-Luc Picard che vive nel XXI secolo e il cui ruolo nella storia terrestre sembra essere cruciale per gli eventi futuri.
- Ro Laren (stagione 3), interpretata da Michelle Forbes, doppiata in italiano da Eleonora De Angelis.
Precedentemente nella Flotta Stellare con il grado di guardiamarina prima e di tenente poi, brevemente a bordo dell'Enterprise D, in seguito ha tradito la Flotta per arruolarsi nei Maquis. Terminata la guerra dei Maquis contro Federazione e Impero Cardassiano, è stata reintegrata nella Flotta Stellare, raggiungendo il grado di comandante.
- Sidney La Forge (stagione 3), interpretata da Ashlei Sharpe Chestnut.
Guardiamarina della Flotta Stellare, serve sulla plancia della USS Titan A, sotto il comando del capitano Liam Shaw, in qualità di timoniere; è figlia di Geordi La Forge e sorella di Alandra.[8] Sidney La Forge è legata da una speciale amicizia con il primo ufficiale della nave, Annika Hansen.[8] Anche in questo caso, così come per Alandra La Forge, il personaggio non è stato creato appositamente per la serie, ma era già stato menzionato nel citato episodio finale della settima stagione della serie The Next Generation, Ieri, oggi, domani (prima parte)/Ieri, oggi, domani (seconda parte), dove era figlia di La Forge e della dottoressa Leah Brahms e aveva una sorella, Alandra, e un fratello, Bret.[8][9][10] A fine stagione, promossa a tenente junior, è timoniera della nuova USS Enterprise G (la Titan A rinominata).
- Sutra (stagione 1), interpratata da Isa Briones, doppiata in italiano da Veronica Puccio.
È il primo prototipo del modello di androide che ha portato poi alla costruzione di Dahj e Soji. Aveva anche lei una sorella gemella, Jana, morta in una missione.
- Tallinn (stagione 2), interpretata da Orla Brady, doppiata in italiano da Tiziana Avarista.
È un "supervisore" che vive sulla Terra del XX e XXI secolo, con il compito di monitorare e salvaguardare Renée Picard, per assicurarsi che la storia della Terra non venga alterata. In realtà è una romulana alterata fisicamente così da sembrare umana, che Picard suppone essere un'antenata di Laris.
- Teresa Ramírez (stagione 2), interpretata da Sol Rodríguez.
È un medico terrestre che soccorre e aiuta Chris Rios.
- Tugh (in inglese Hugh, stagione 1)), interpretato da Jonathan Del Arco, doppiato in italiano da Christian Iansante.
Ex drone borg, ha incontrato già Picard e l'equipaggio dell'Enterprise D, dai quali è stato scollegato dalla comunità Borg ed è ora stato recuperato dai Romulani a bordo del manufatto, dove ricopre il ruolo di direttore.
- Wesley Crusher (stagione 2), interpretato da Wil Wheaton.
Primogenito della dottoressa Crusher, dopo aver trascorso l'adolescenza nell'Enterprise D ed essersi diplomato all'Accademia della Flotta, è diventato un Viaggiatore, ossia un controllore del continuum spaziotemporale (già apparsi in Enterprise, The Next Generation e Discovery). Propone a Kore di entrare a far parte dell'organizzazione.
- Tuvok (stagione 3), interpretato da Tim Russ, doppiato in italiano da Gianni Bersanetti.
Tuvok è un ufficiale Vulcaniano della Flotta Stellare, già capo della sicurezza a bordo della USS Voyager.
- Vadic (stagione 3), interpretata da Amanda Plummer e da Byron Quiros.
Capitano del vascello Shrike, desidera catturare il figlio di Beverly Crusher, Jack, su cui pende una taglia, ed è disposta a commettere atti di enorme crudeltà per ottenere il suo scopo.[13]
- Worf (stagione 3), interpretato da Michael Dorn, doppiato in italiano da Paolo Marchese.
Klingon arruolato nella Flotta Stellare come ufficiale della sicurezza già, sotto il comando di Jean-Luc Picard, a bordo delle astronavi Enterprise D ed E e, sotto il comando di Benjamin Sisko, a bordo della stazione spaziale Deep Space Nine e dell'astronave USS Defiant.
- Yvette Picard (stagione 2), interpretata da Madeline Wise, doppiata in italiano da Cristina Poccardi.[1]
È la madre di Jean-Luc Picard che appare in un flash back.
- Zhaban (stagione 1), interpretato da Jamie McShane, doppiato in italiano da Stefano Brusa.
Ex agente romulano entrato a servizio di Picard, che vive con lui nella sua tenuta a La Barre e collabora con lui facendogli anche da guardia del corpo. È sposato con Laris. Zhaban muore qualche tempo dopo l'attacco della Zhat Vash alla tenuta di Picard. Quando Laris e Picard parlano di lui nel 2401 dicono che è morto da un anno e mezzo.

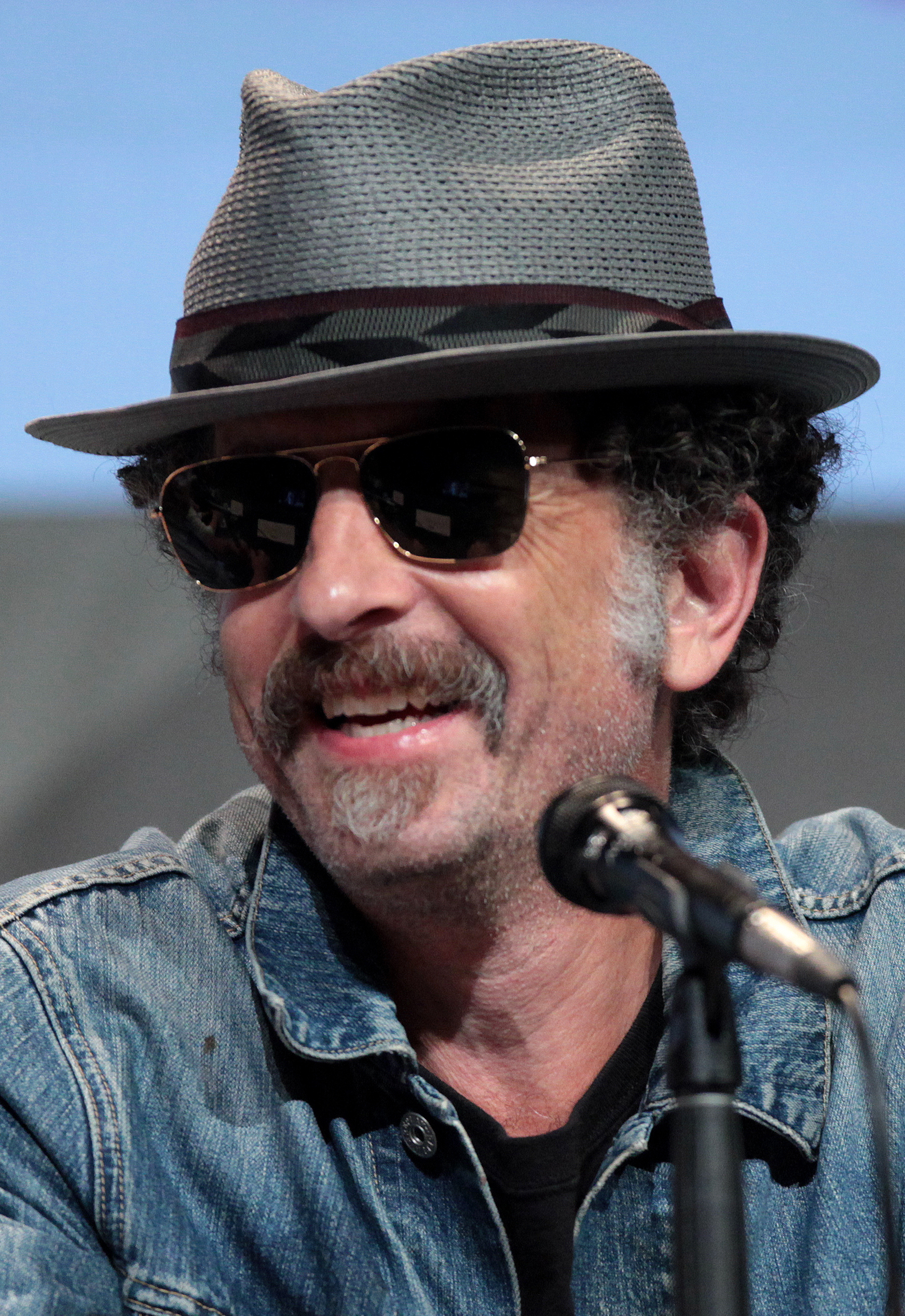
John Ales, interprete di Bruce Maddox
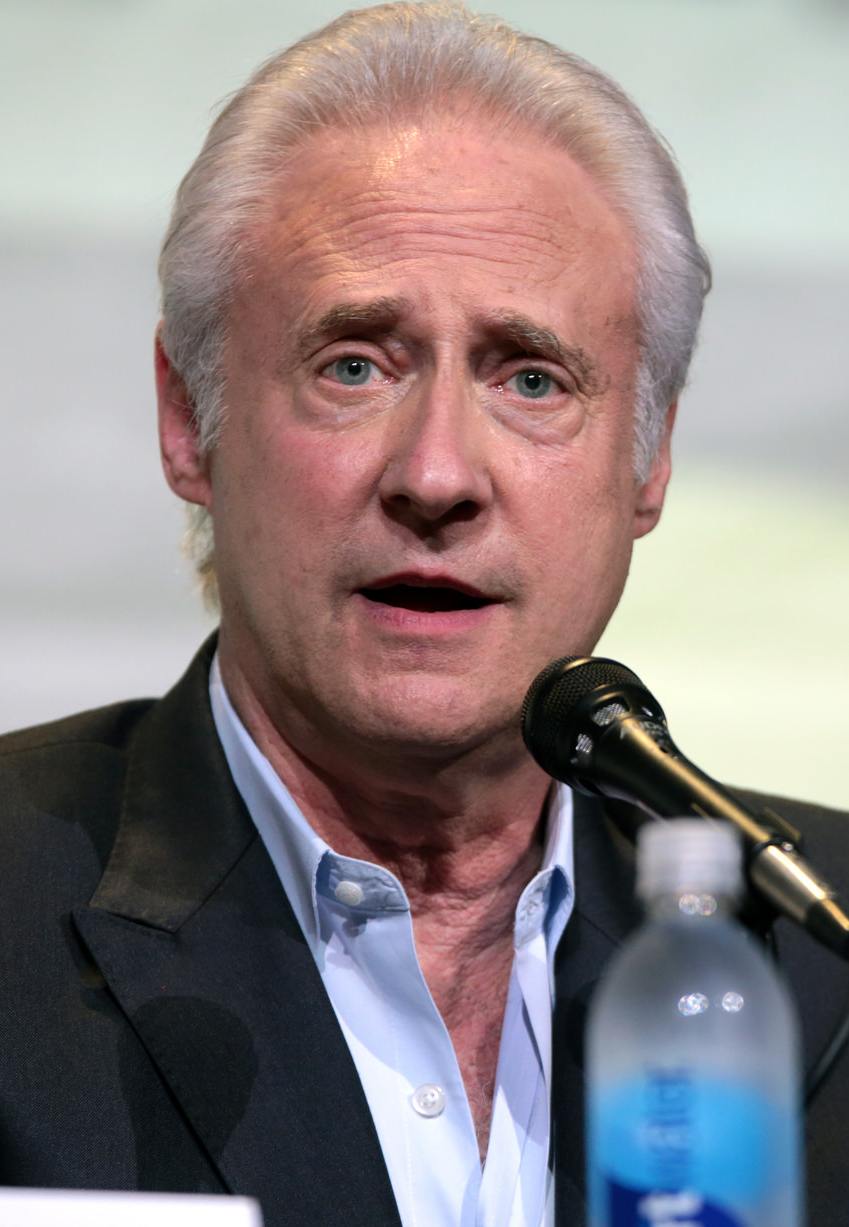
Brent Spiner, interprete di Data, Altan Inigo Soong e Adam Soong
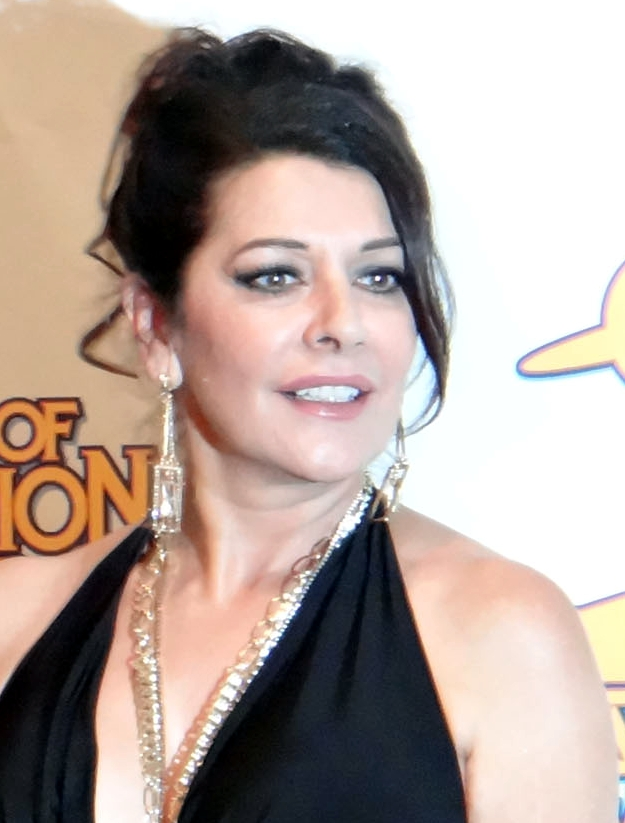
Marina Sirtis, interprete di Deanna Troi
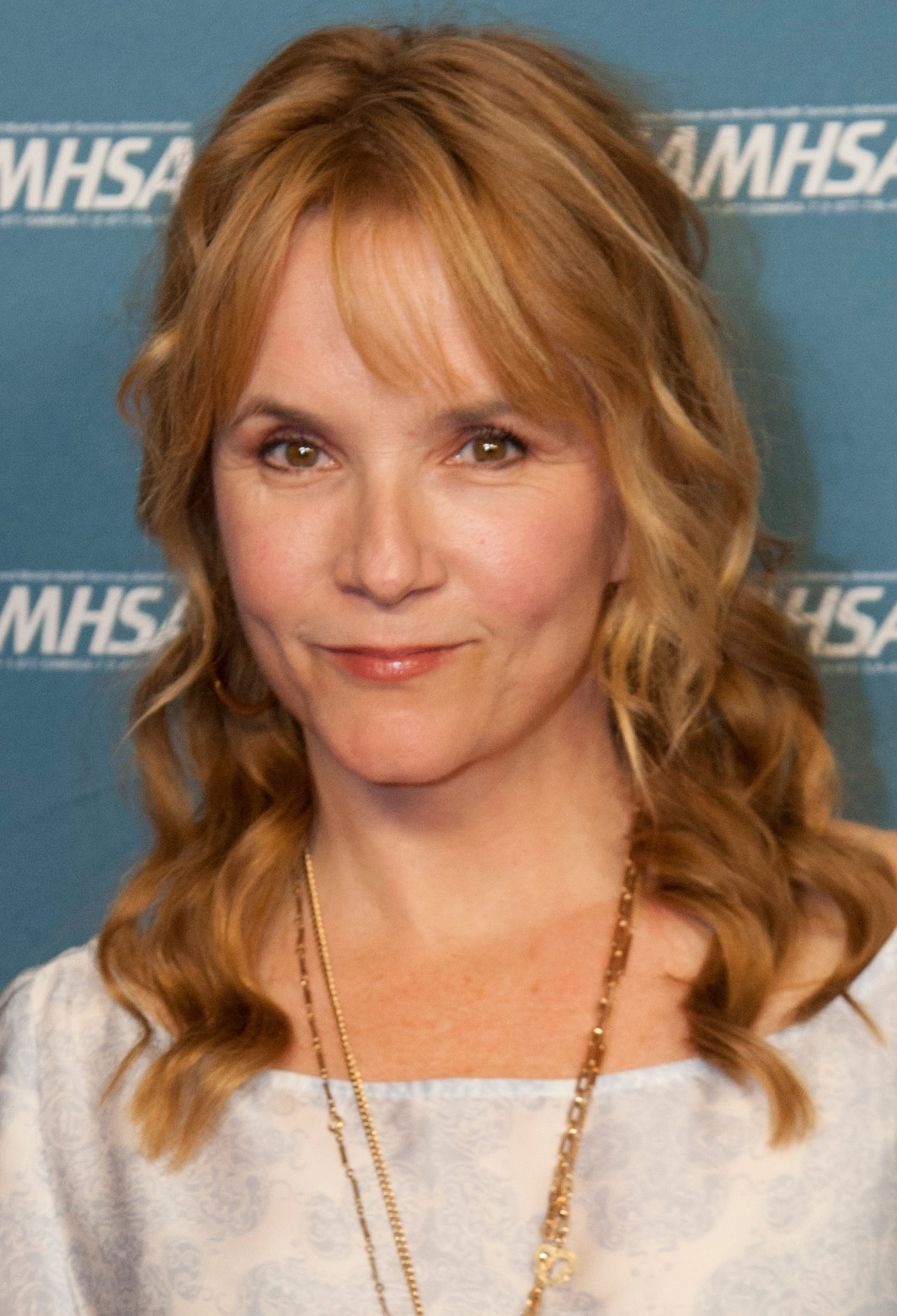
Lea Thompson, interprete di Diane Werner
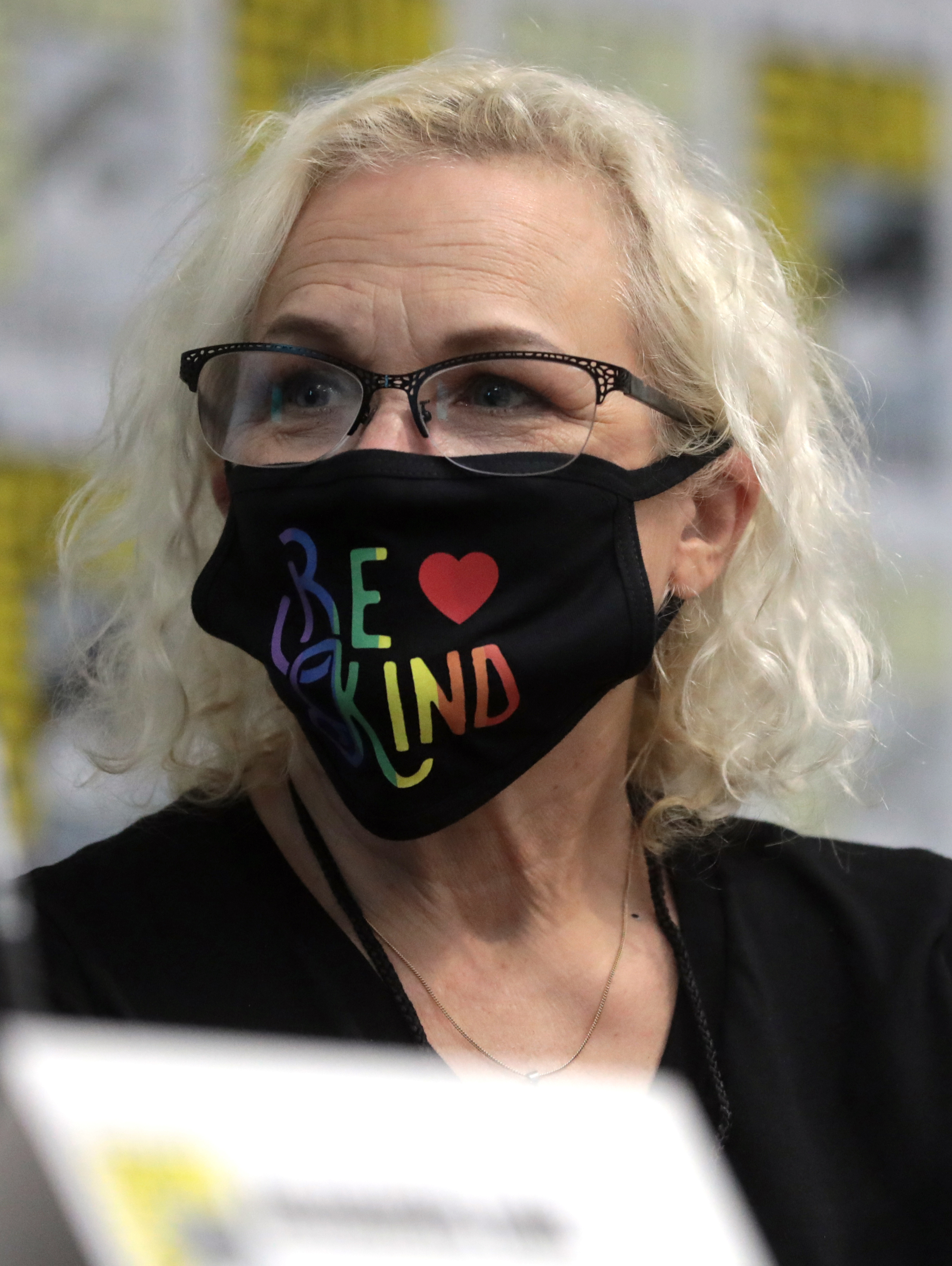
Elizabeth Dennehy, interprete di Elizabeth Shelby
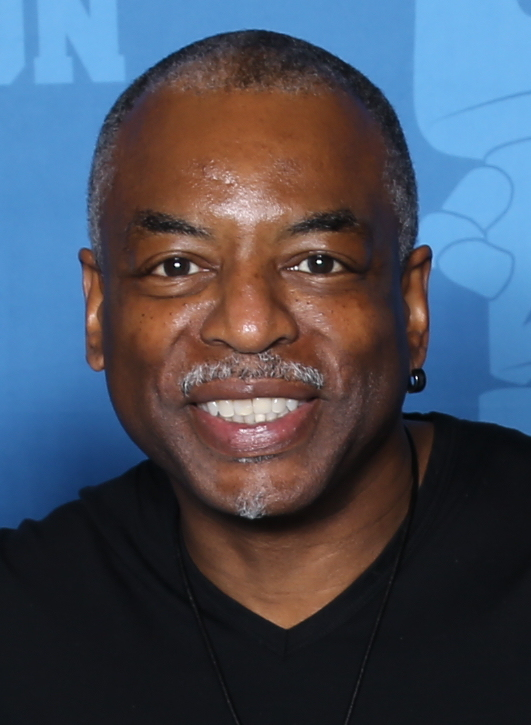
LeVar Burton, interprete di Geordi La Forge
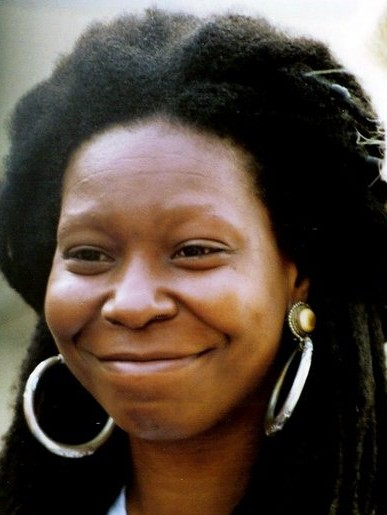
Whoopi Goldberg, interprete di Guinan
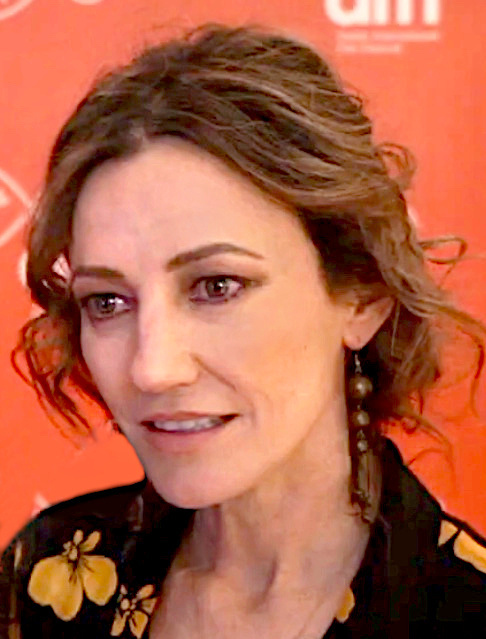
Orla Brady, interprete di Laris e Tallinn
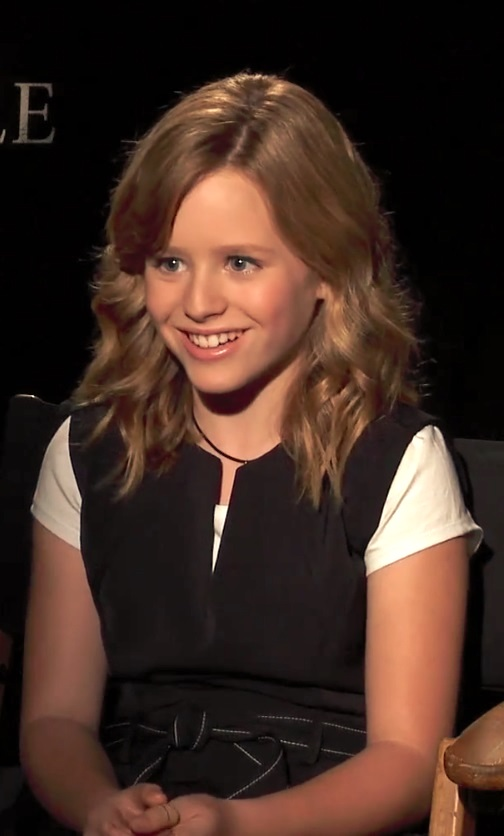
Lulu Wilson, interprete di Kestra
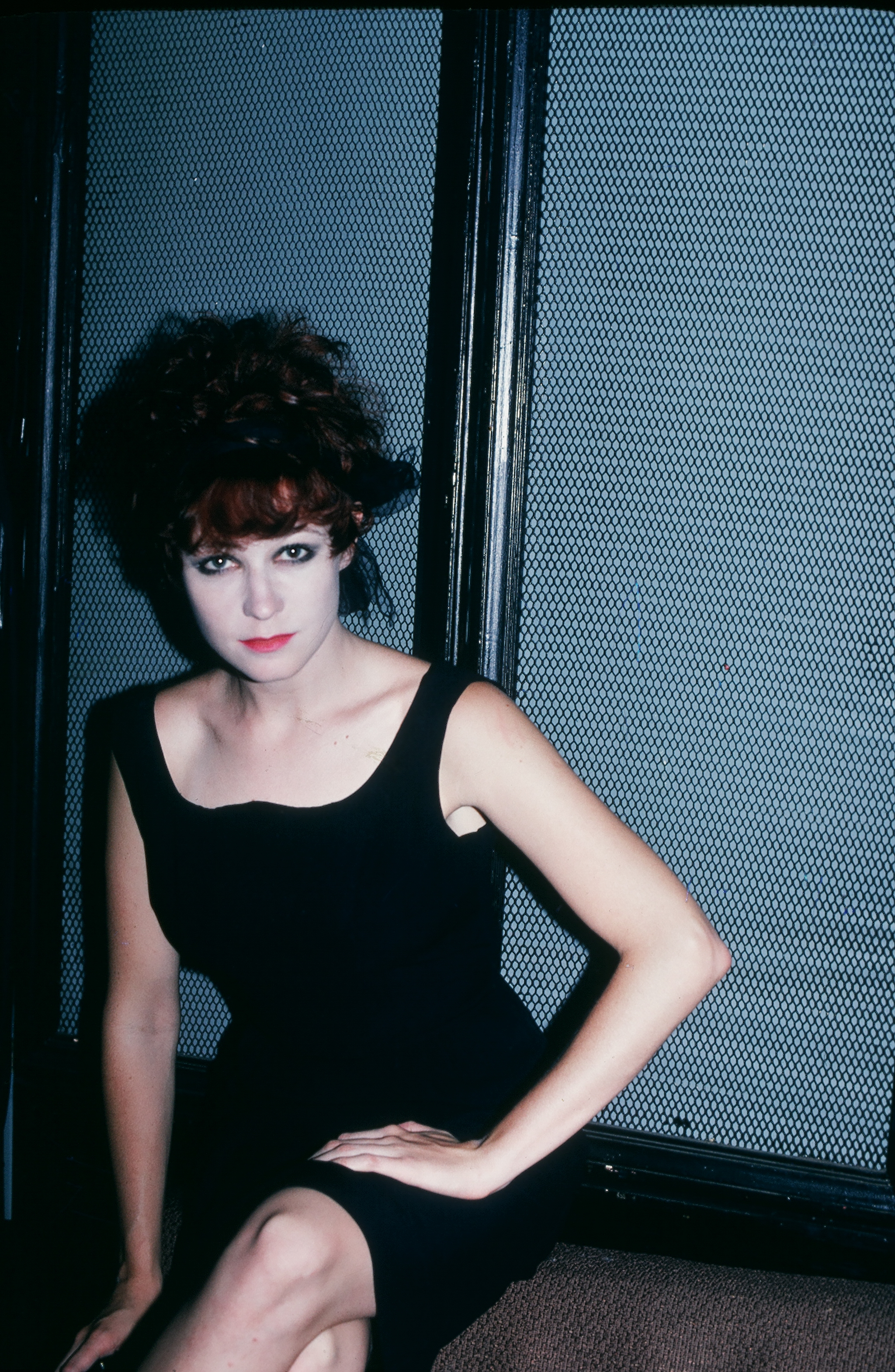
Ann Magnuson, interprete di Kristen Clancy
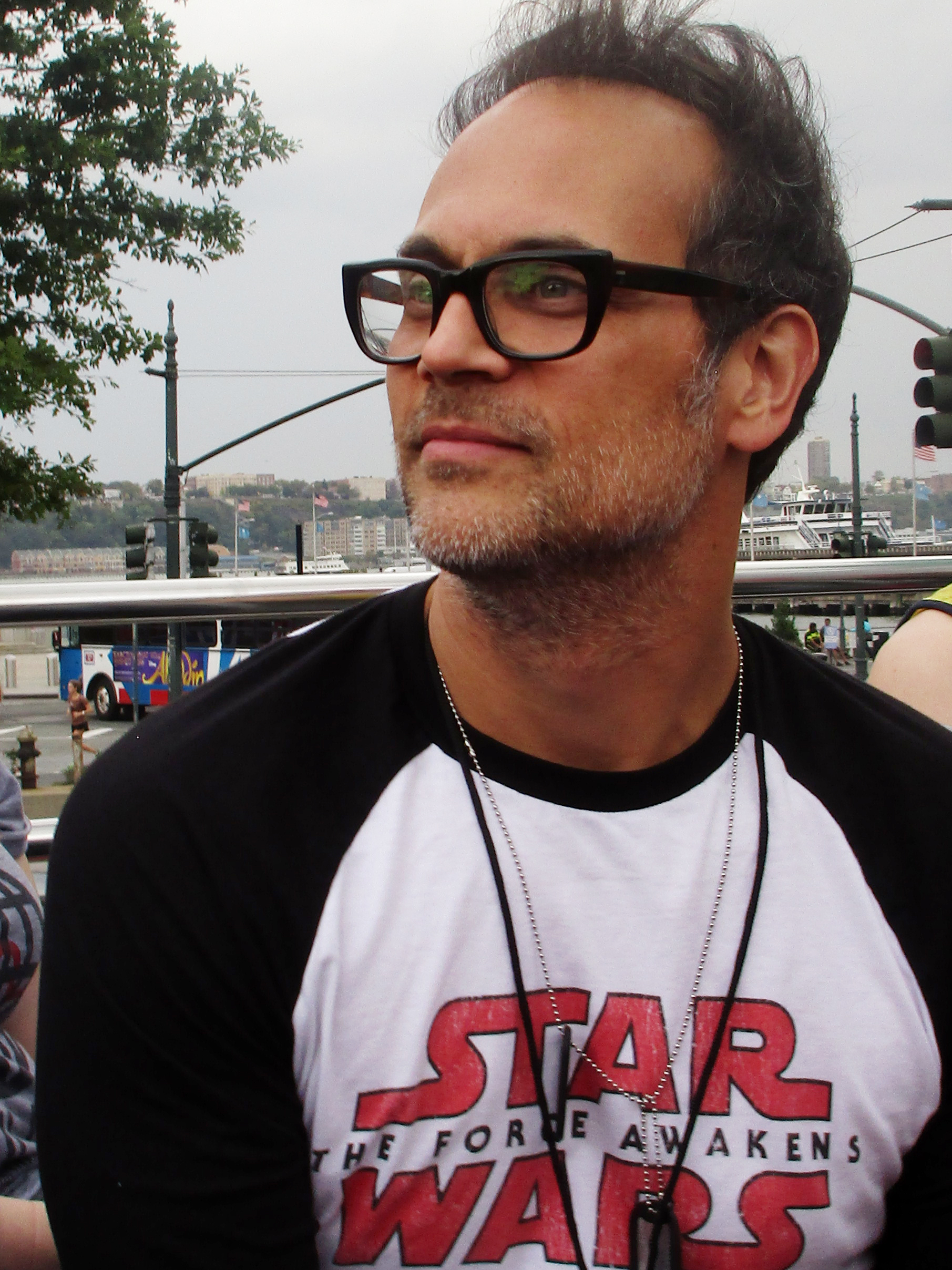
Todd Stashwick, interprete di Liam Shaw
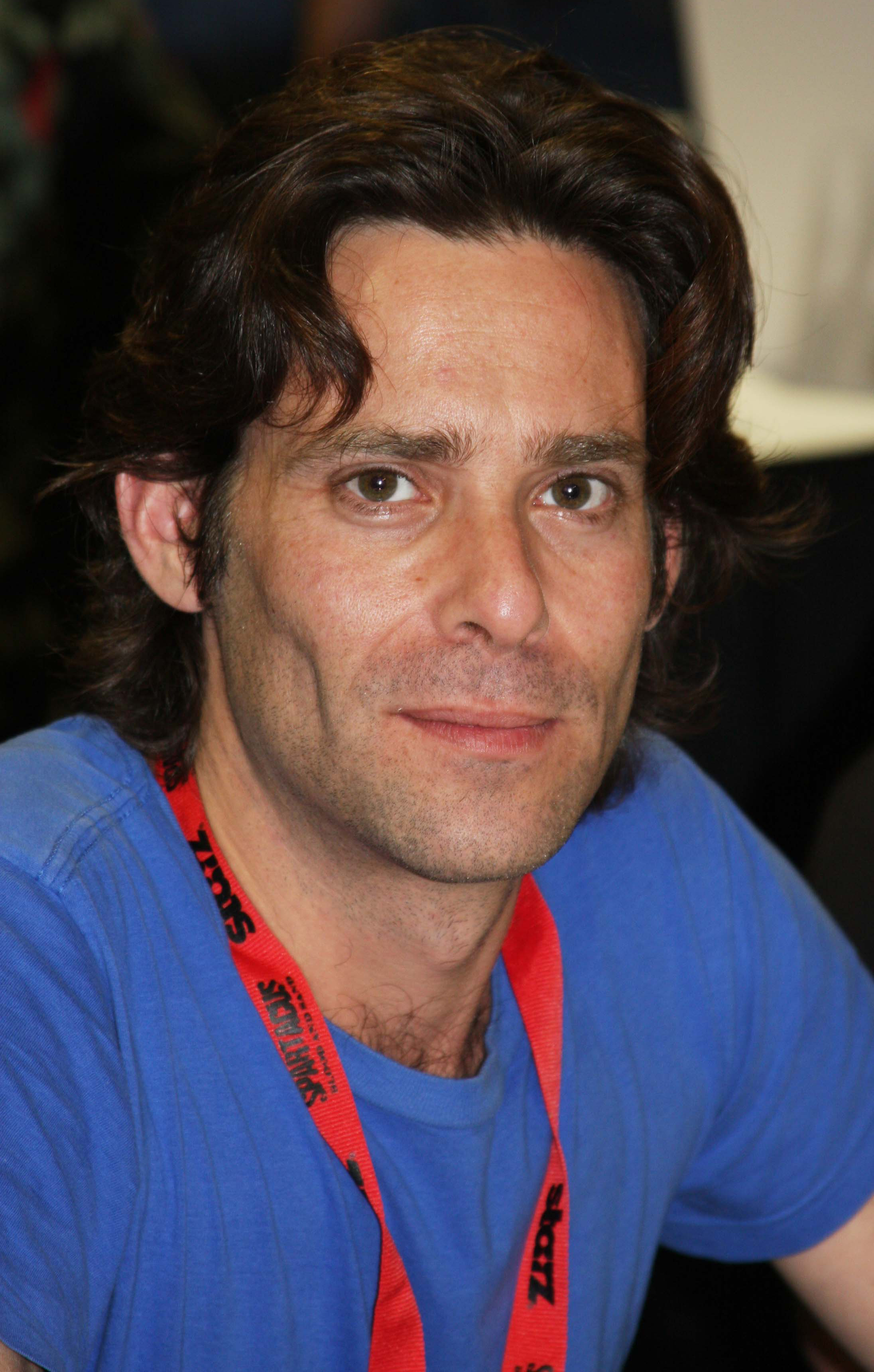
James Callis, interprete di Maurice Picard
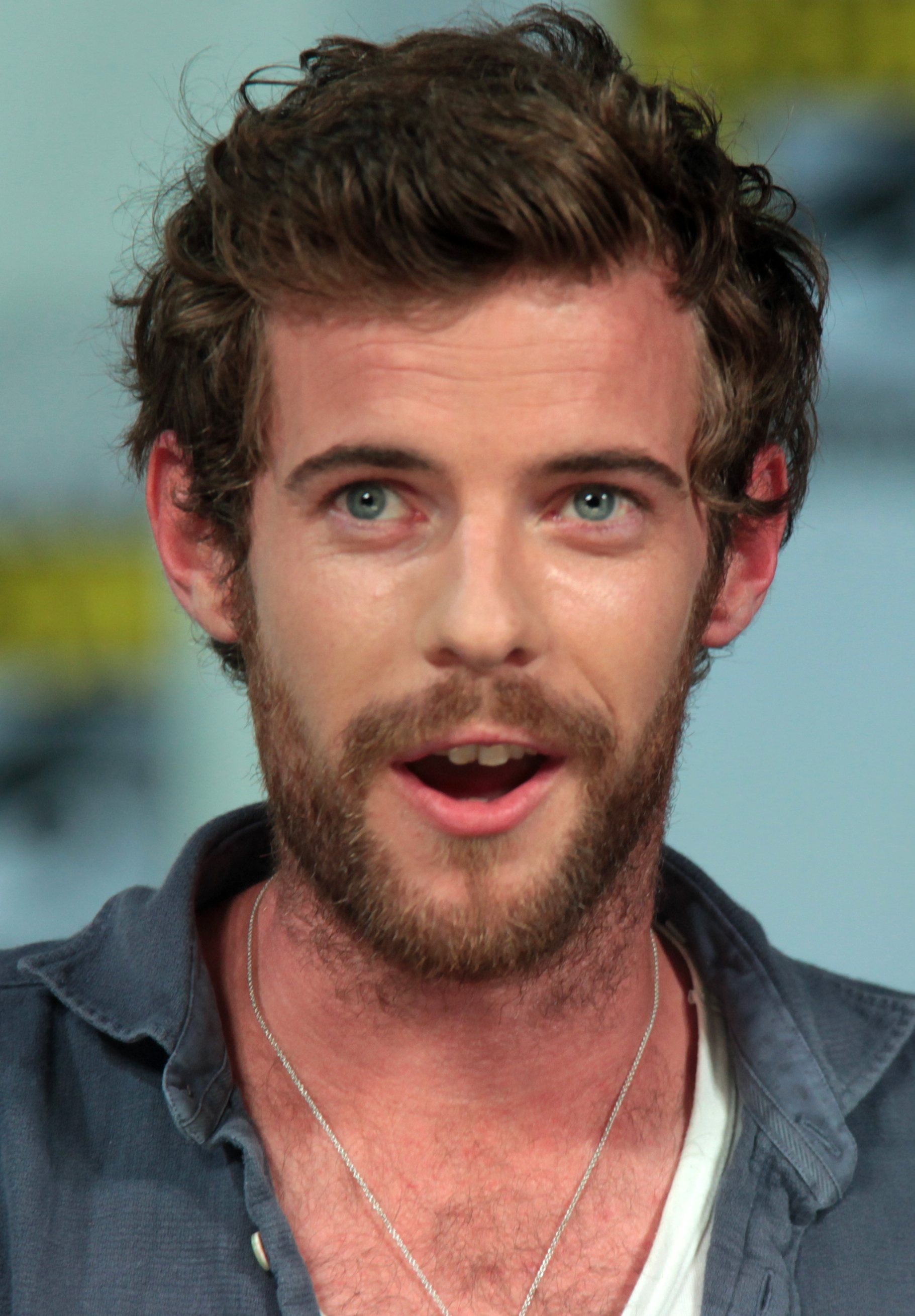
Harry Treadaway, interprete di Narek
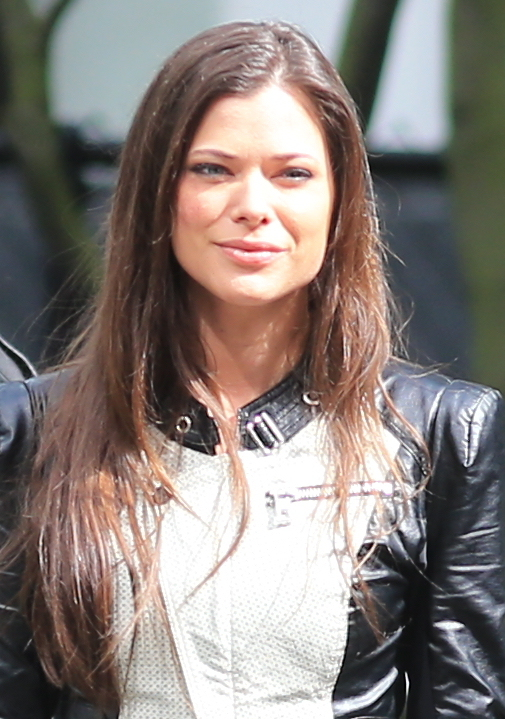
Peyton List, interprete di Narissa
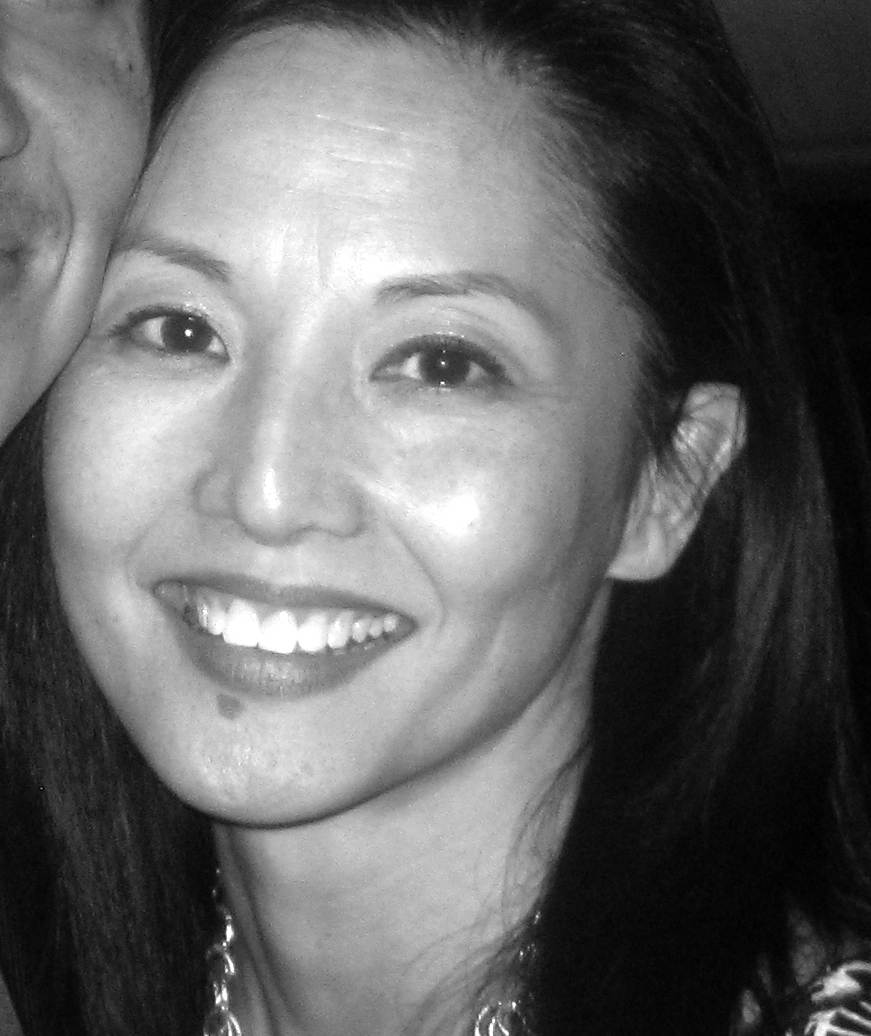
Tamlyn Tomita, interprete di Oh
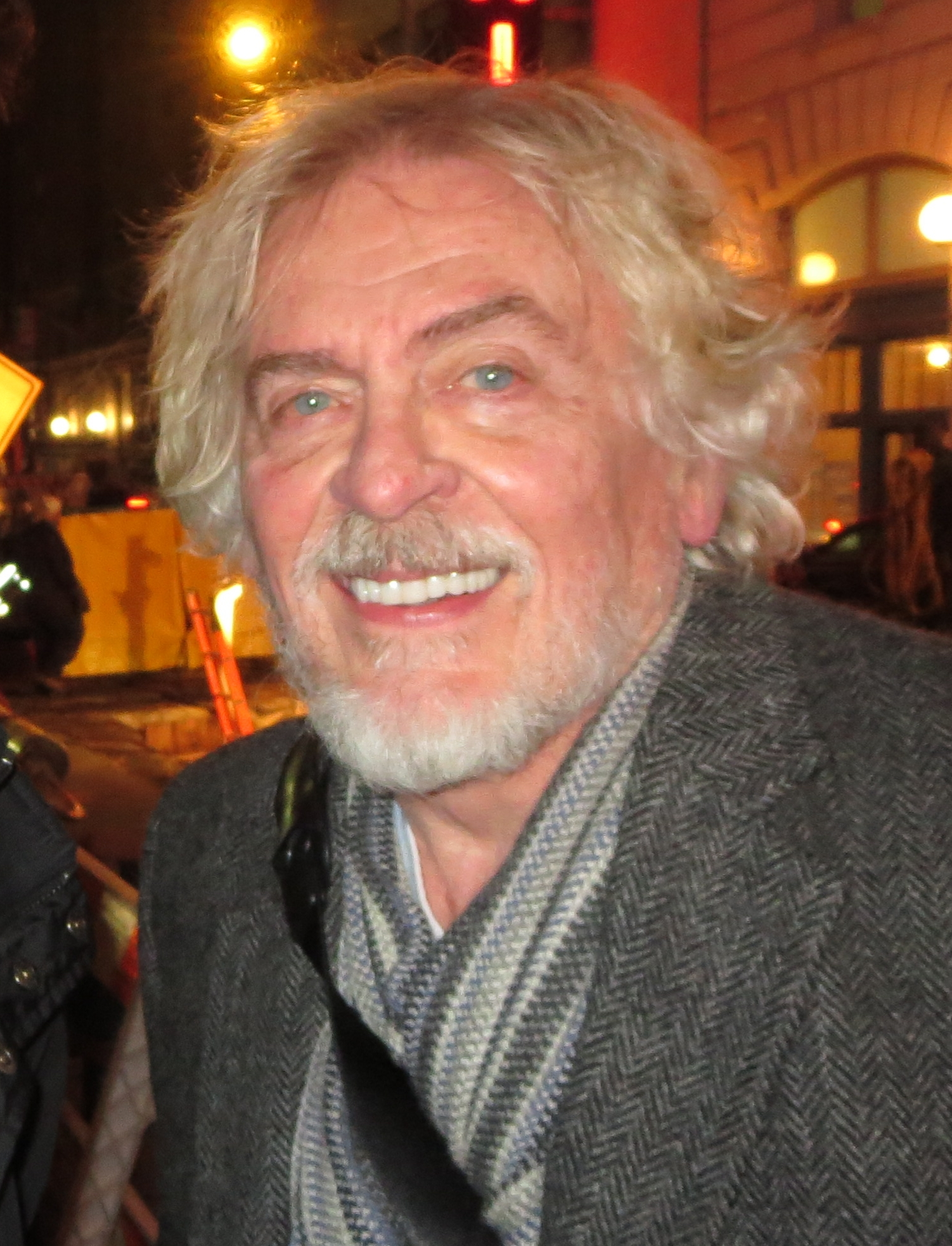
Daniel Davis, interprete del Professor Moriarty
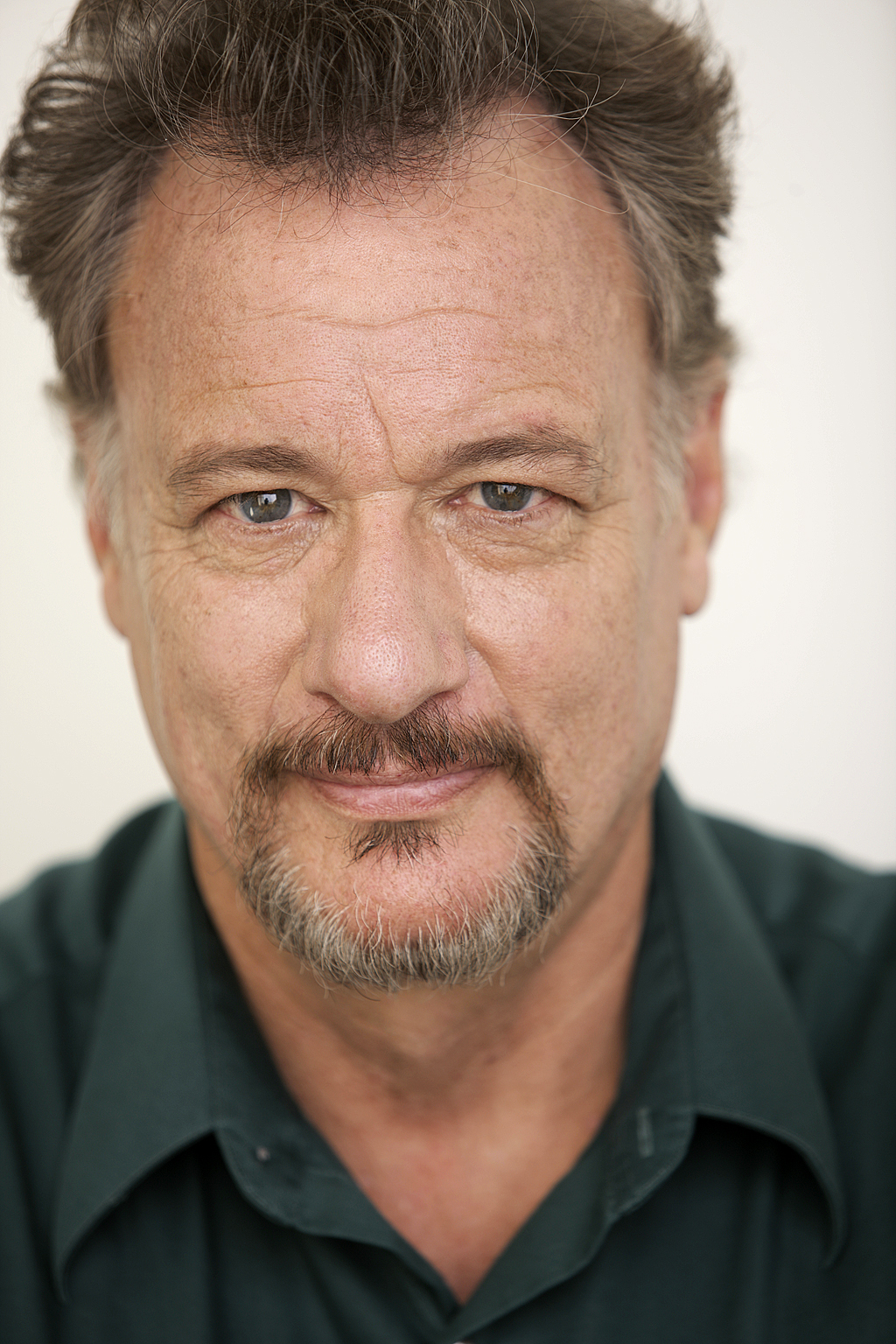
John de Lancie, interprete di Q
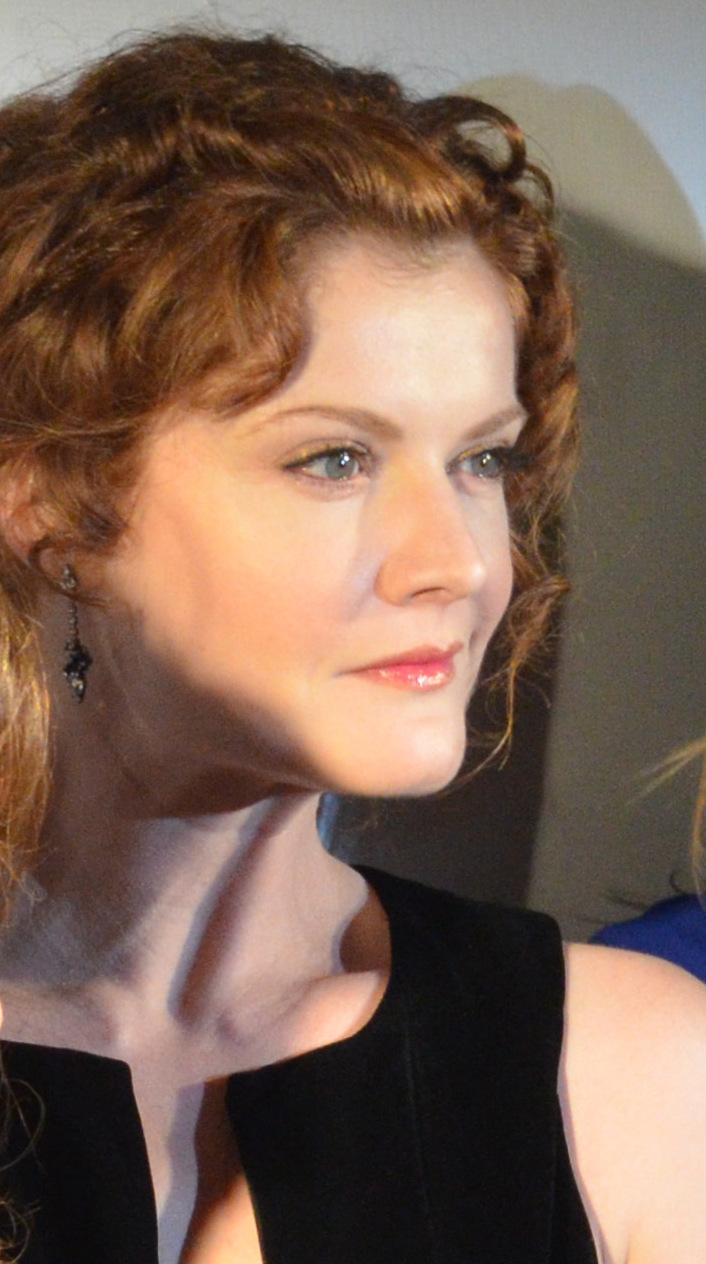
Rebecca Wisocky, interprete di Ramdha
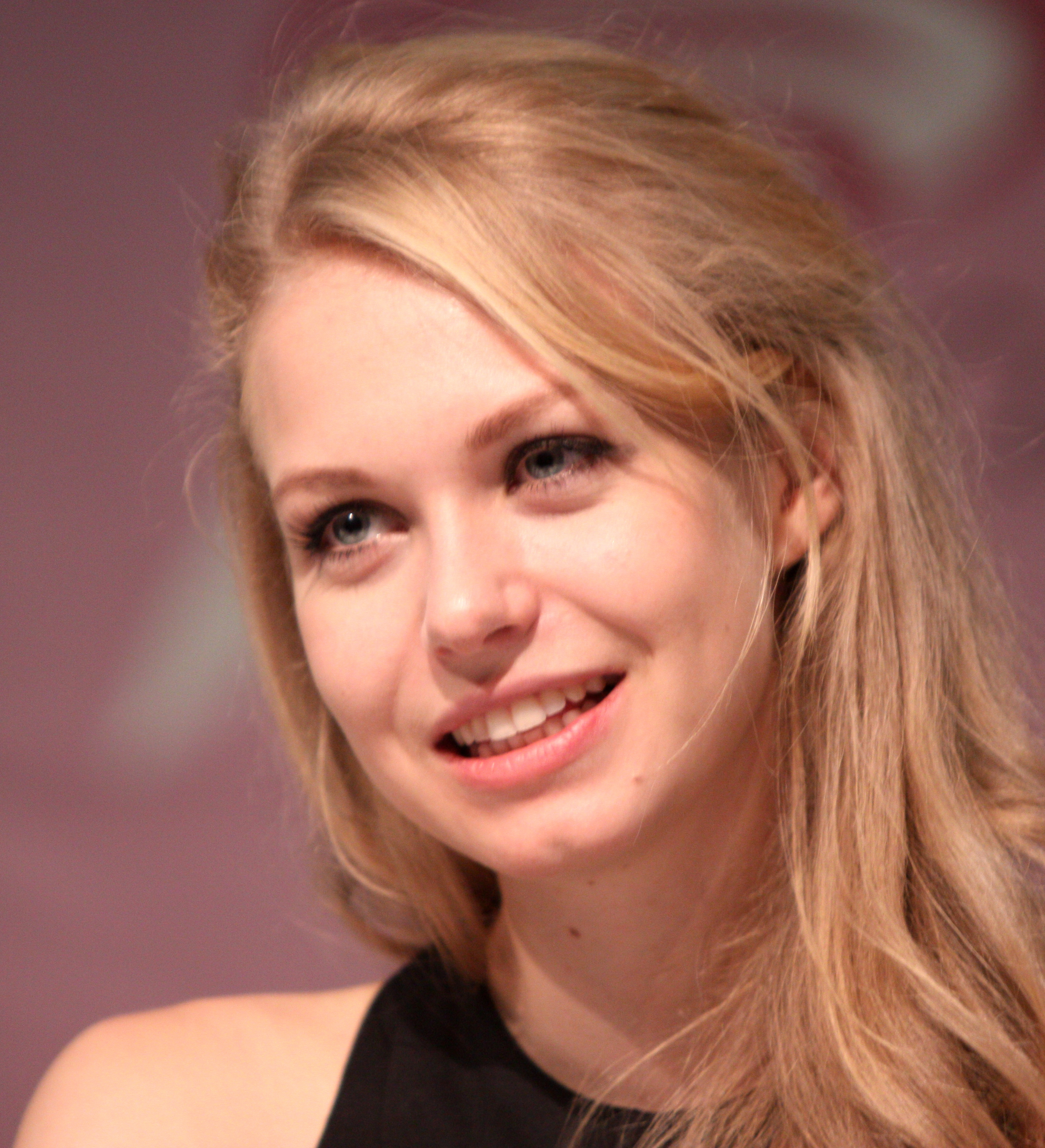
Penelope Mitchell, interprete di Renée Picard
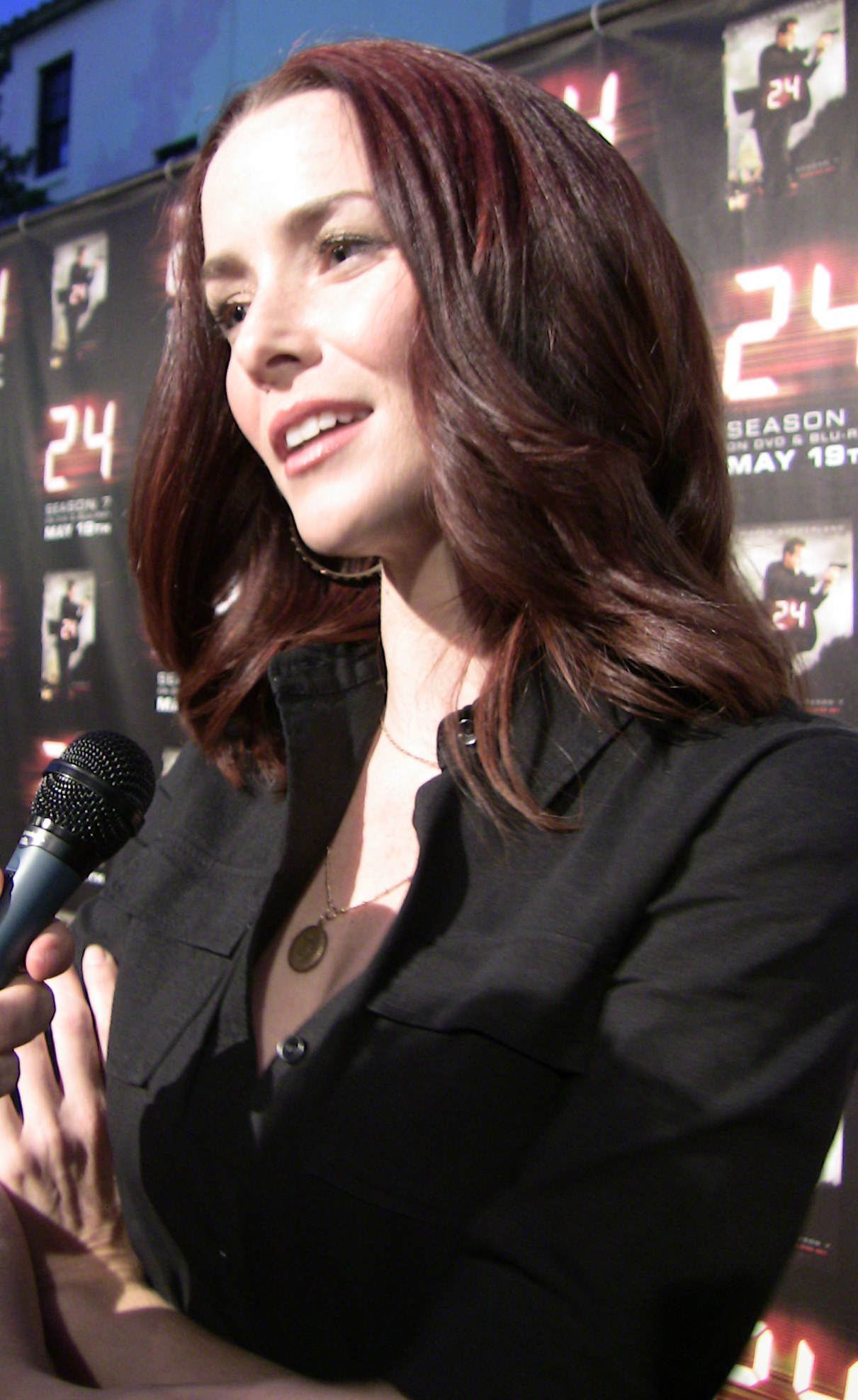
Annie Wersching, interprete della Regina Borg
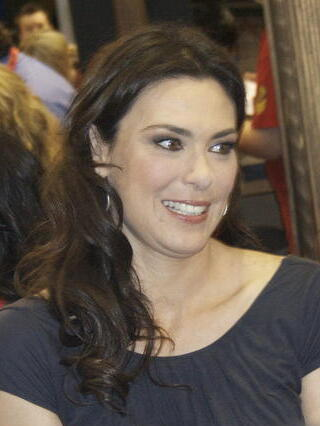
Michelle Forbes, interprete di Ro Laren
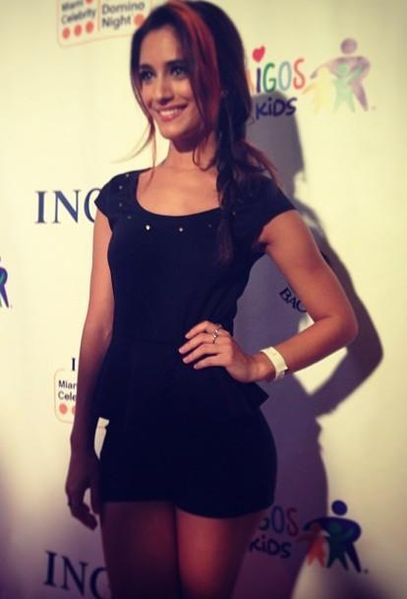
Sol Rodríguez, interprete di Teresa Ramirez
Jonathan Del Arco, interprete di Tugh
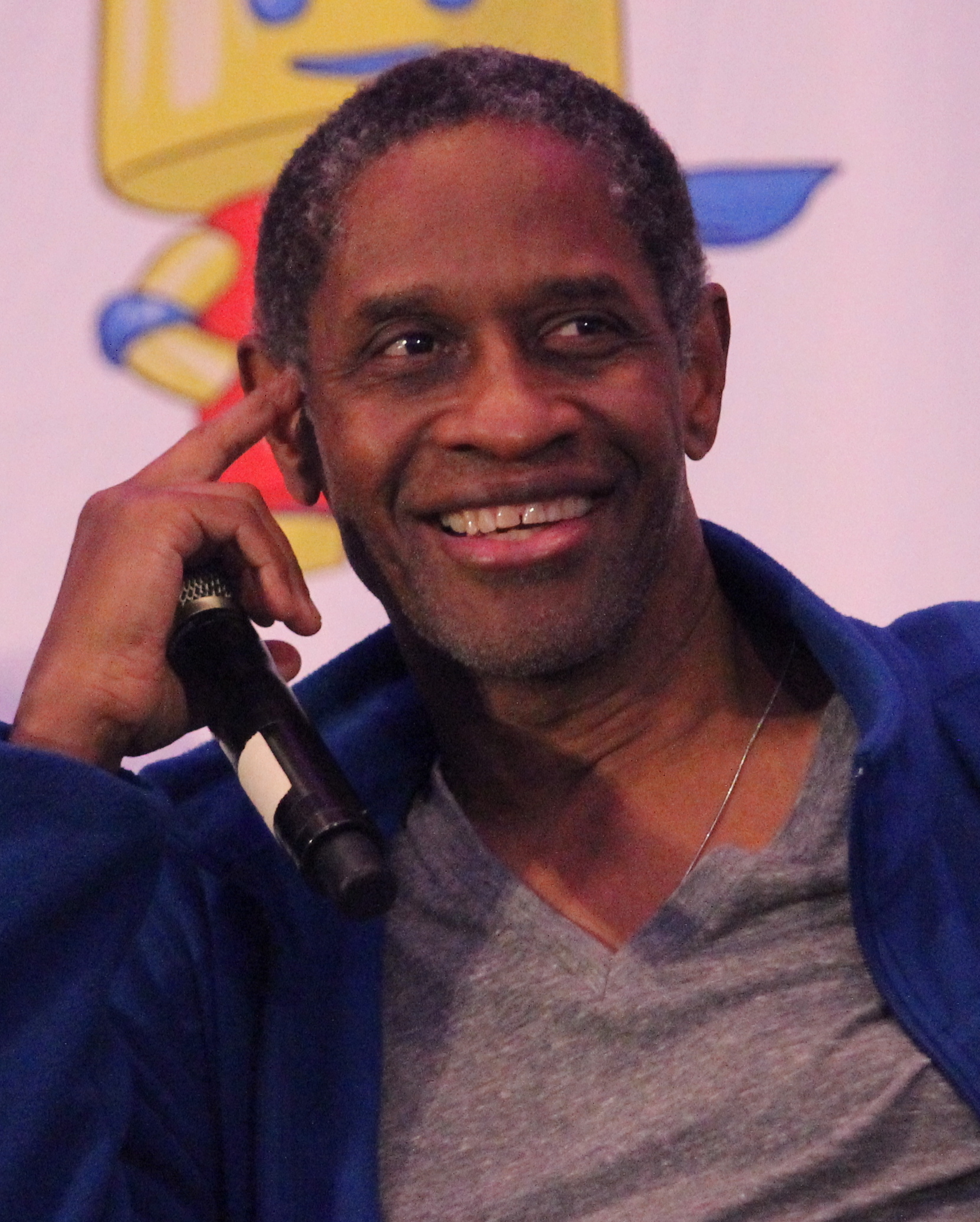
Tim Russ, interprete di Tuvok
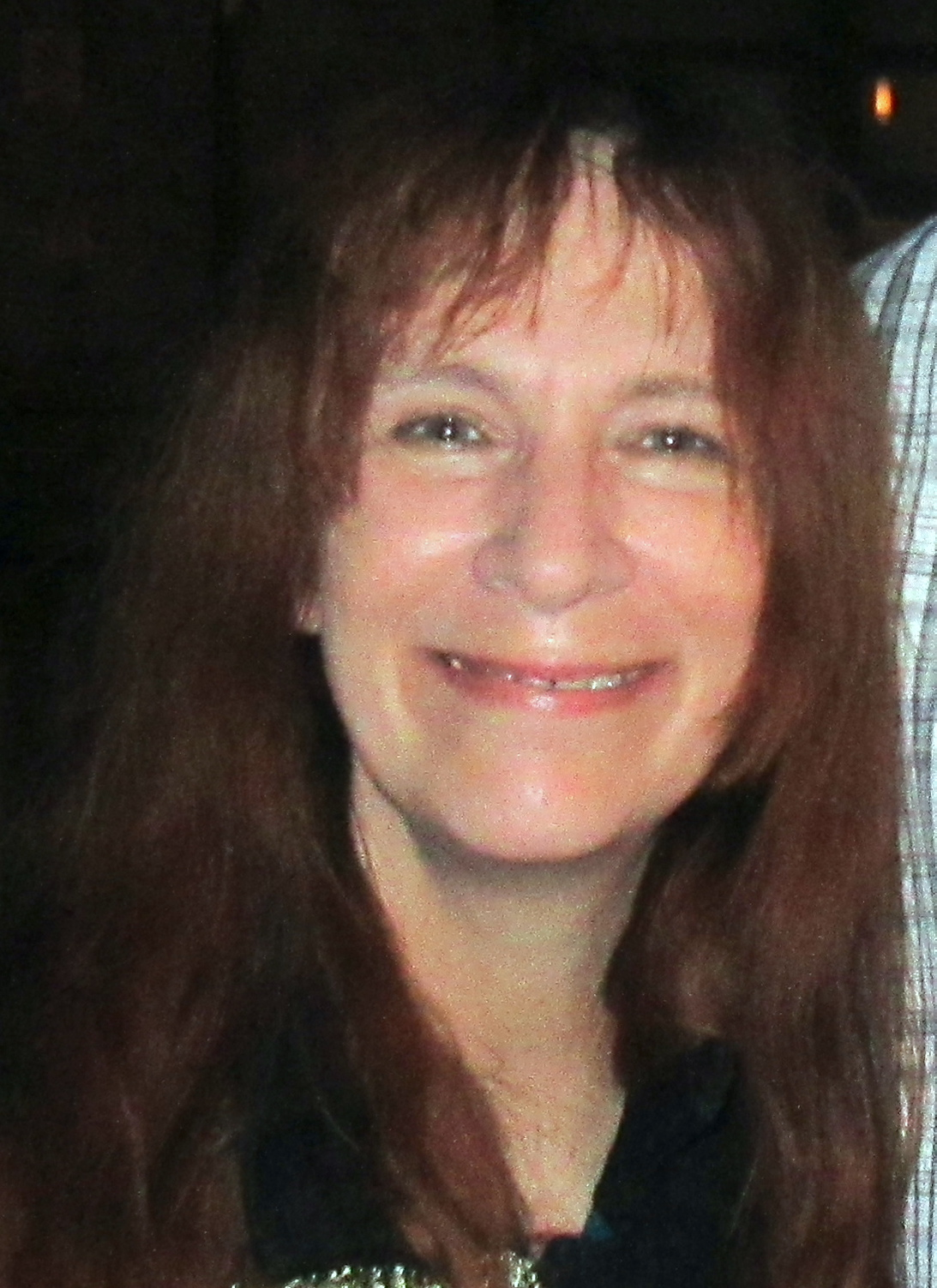
Amanda Plummer, interprete di Vadic
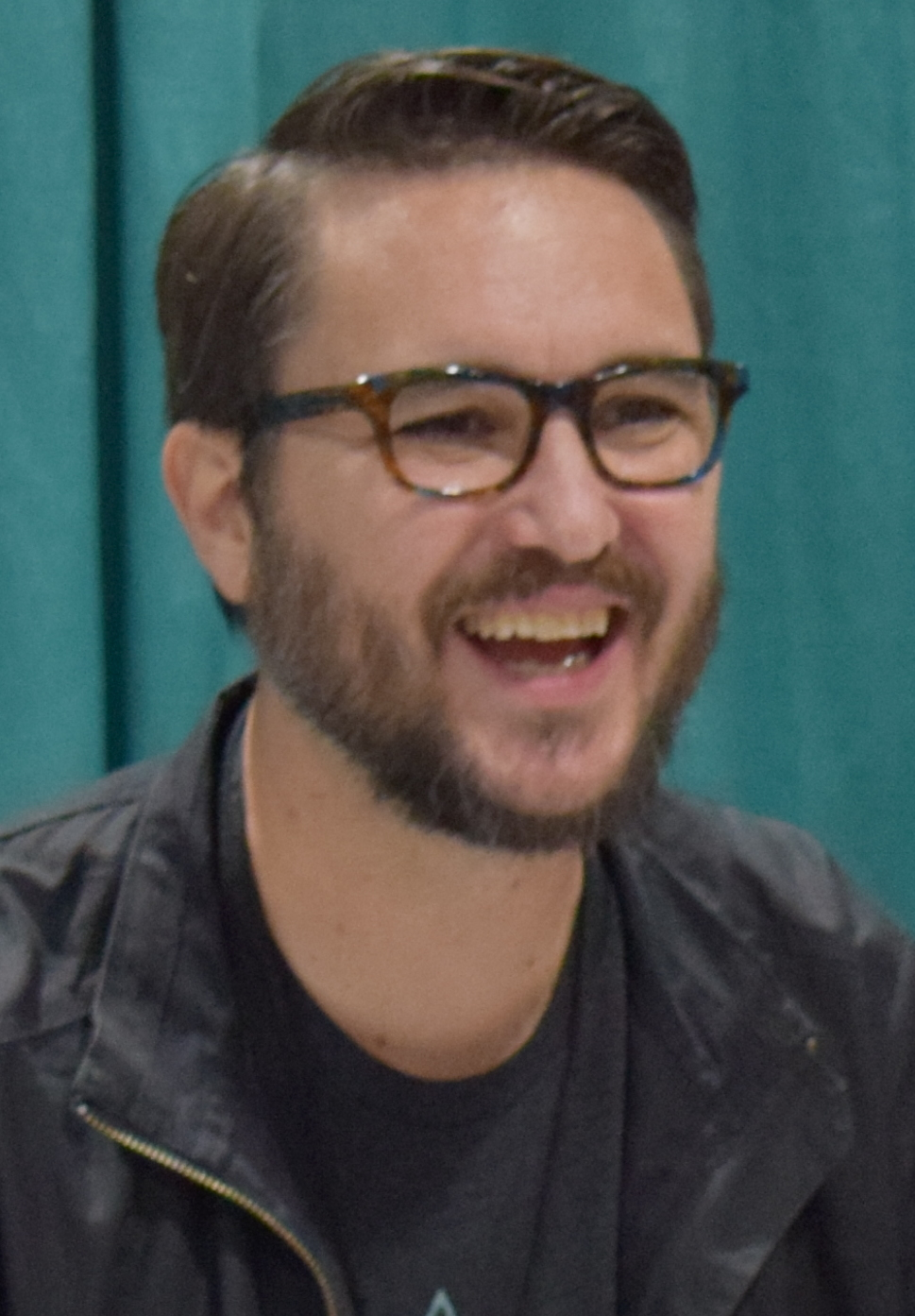
Wil Wheaton, interprete di Wesley Crusher
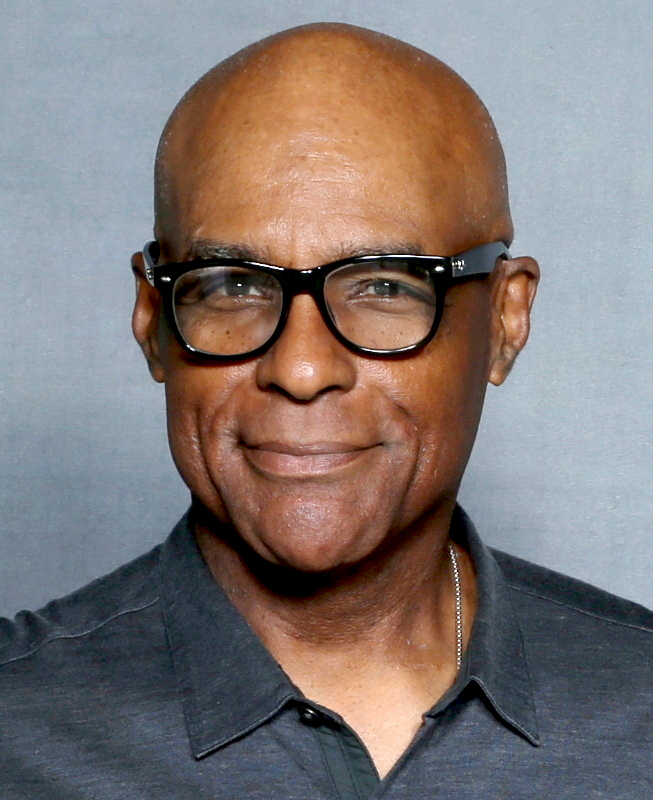
Michael Dorn, interprete di Worf